# Catedral de Tarragona
La Catedral de Tarragona és una catedral catòlica d'estil gòtic a Tarragona, seu de l'Arquebisbat de Tarragona. El títol formal de la Catedral de Tarragona és el de Santa Església Catedral Basílica Metropolitana i Primada de les Espanyes, i està dedicada a Santa Tecla.
El 3 d'abril de 1905 va ser declarada Monument Nacional. És també Bé Cultural d'Interès Nacional (BCIN).
La catedral s'aixeca al lloc més elevat de la ciutat, aproximadament en el mateix emplaçament on hi havia hagut un temple romà dedicat a l'emperador August (19 dC) i una gran plaça porticada que l'envoltava, que formaven part del conjunt de construccions de la ciutat de Tàrraco, capital de la Provincia Tarraconense de des de l'any 27 aC. La cristianització de la ciutat es va iniciar en el segle i. Segons una venerable tradició basada en l'epístola de sant Pau als Romans (15,24), l'apòstol hauria visitat Hispània i hauria predicat a Tàrraco. Aquest seria el germen de l'arrelament del cristianisme a la ciutat, que ja estava plenament consolidat l'any 259, en què foren martiritzats a l'amfiteatre el bisbe Fructuós i els seus diaques Auguri i Eulogi.
Al llarg dels segles iv i v l'Església de Tarragona estava ben organitzada. L'any 475 els visigots van ocupar la ciutat i es va iniciar un període esplendorós pel que fa a la vida eclesiàstica. Damunt de les antigues estructures del gran temple d'època imperial s'hauria construït una catedral visigòtica, que hauria pervingut fins a la incursió islàmica, l'any 711. A causa de la invasió el bisbe de Tarragona es va veure obligat a abandonar la seva seu.
Durant alguns segles la ciutat restà pràcticament abandonada, fins que al final del segle xi, l'any 1091, el papa Urbà II nomenà el bisbe de Vic, Berenguer Seniofred de Lluçanès, arquebisbe de Tarragona. Llavors es va endegar la restauració de la seu i la repoblació de la ciutat i del Camp de Tarragona. No va ser fins al 1154 que s'hi va instal·lar permanentment un arquebisbe a la ciutat, Bernat Tort, que va fundar el capítol catedralici, constituït per canonges regulars de l'orde de Sant Agustí, els quals aprofitaren les antigues estructures romanes, on van edificar una fortalesa per a defensar-se de les incursions sarraïnes.
Segons Francesc Eiximenis, en l'organització d'una ciutat i la posició dels seus edificis, a la catedral li corresponia: 
| «                                                                                  | … en lo mig de la ciutat deu ésser la Seu, e pres d'ella deu ser gran e bella plaça…de la Seu deu estar lo bisbe e pres d'ell los sacerdots: e per això la dita plaça no deu sostenir profit per no torbar l'ofici divinal ne aquells que són dats al Servei de Déu. | » |
| — Francesc Eiximenis, Dotzè del crestià o regiment civil dels homes e de les dones | |   |

Concebuda i iniciada en estil romànic a l'últim quart del segle xii, es va finalitzar al segle xiv quan els corrents arquitectònics ja eren plenament gòtics. Des del punt de vista constructiu i tipològic es pot relacionar amb la Seu Vella de Lleida obra contemporània.
Dins de les seves dependències es troben les sales d'exposició permanent del Museu Diocesà de Tarragona.

## Història

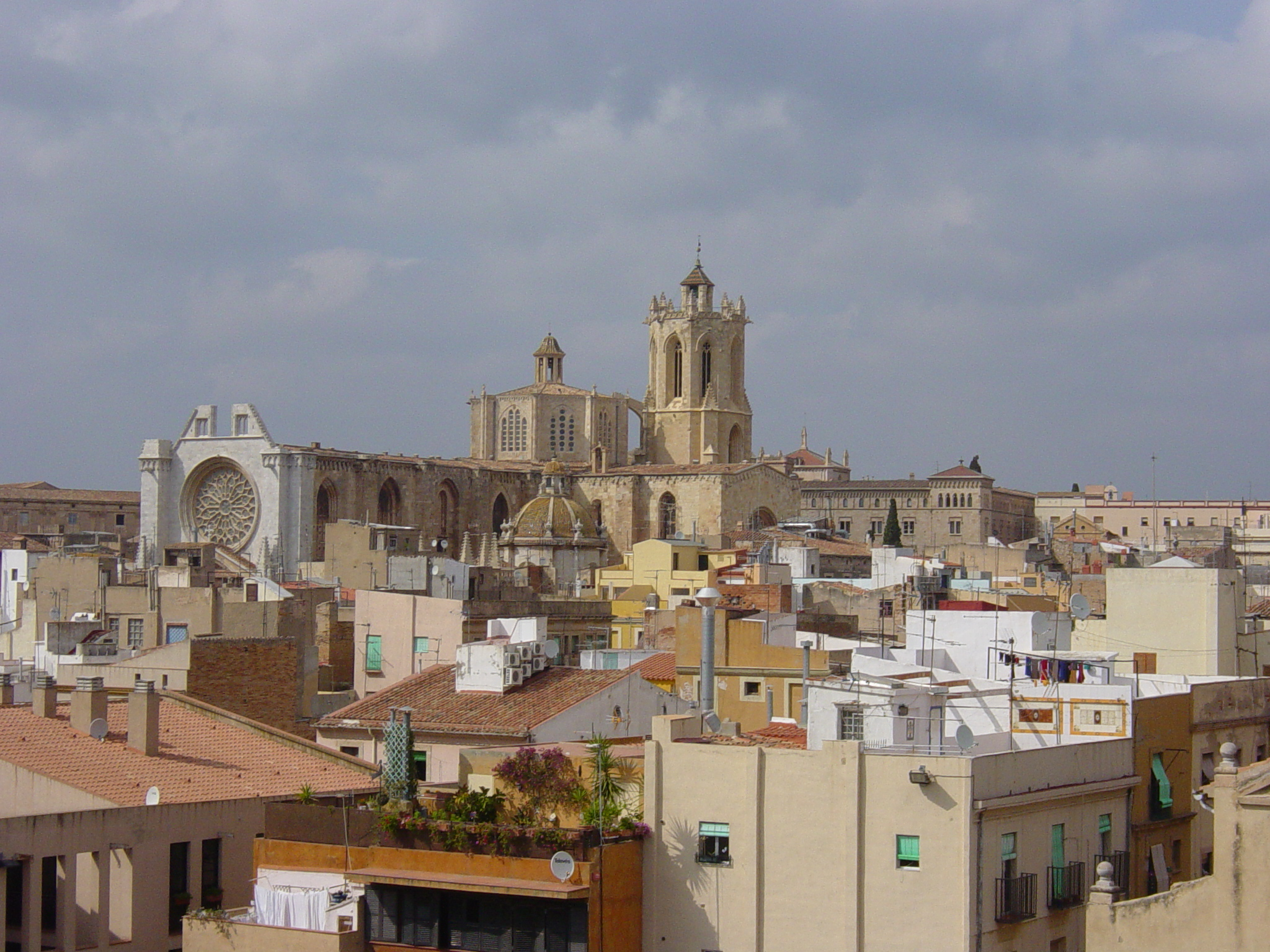
Tarragona amb la catedral al fons.

Quan Ramon Berenguer III l'any 1118 va reconquerir la ciutat als musulmans, la va cedir a l'arquebisbe Oleguer perque n'organitza la repoblació, i el 1154 els primers canonges sota l'orde de Sant Agustí es van establir en unes dependències en la part on avui hi ha el claustre, aprofitant construccions romanes de l'antiga Tàrraco, a la part més alta de la ciutat.
Segons Puig i Cadafalch, el plànol de les catedrals de Lleida i Tarragona respon a un tipus força estès sobretot a la França septentrional (Normandia) i bàsicament lligada als monjos benedictins, amb característiques de grans absis i un creuer de grans dimensions. El Cister va aportar a més a més les solucions tecnològiques per la sustentació dels edificis com l'arc ogival o la volta de creueria, així aquestes dues catedrals presenten la combinació de l'arquitectura romànica amb elements gòtics.
Amb l'ànim d'engrandir-la, es comencen a rebre donacions per la construcció d'una nova catedral cap als anys 1170. En aquest any el bisbe Hug de Cervelló va destinar part del seu testament per l'obra. Va continuar beneficiant-se de més donacions per part de bisbes i reis com Alfons el Cast i Pere el Cerimoniós.
Sota el manament del bisbe Berenguer de Vilademuls el 1184 l'absis estava acabat.
Amb el bisbe Aspàreg de la Barca (1215-1234) es va obrir al culte la part de la capçalera. El 1250 Pere d'Albalat va encarregar la construcció del cimbori al mestre d'obres Bernat i l'any 1277, aproximadament un segle després del començament de l'obra, es va encarregar la realització de la porta principal al mestre Bartomeu de Girona. Tanmateix el timpà i la resta dels apòstols i profetes esculpits són deguts a Jaume Cascalls i el seu taller (Jordi de Déu) durant els anys 1375.
L'any 1305 el bisbe Roderic Tello es va fer el càrrec del pagament del penúltim tram de la nau central i l'arquebisbe Joan d'Aragó i d'Anjou fill de Jaume el Just, el juny de l'any 1331 va consagrar la nova catedral.
Tanmateix, com era habitual a la construcció de les catedrals, les obres van continuar entre els segles xiv i xviii amb construccions a l'interior i a les dependències del claustre de capelles en els estils gòtic, renaixentista i barroc.
Les obres de restauració i conservació s'han portat a terme entre els anys 1999 i 2001 pels arquitectes Joan Figuerola i Joan Gavaldà, així com posteriors campanyes d'excavacions arqueològiques i restauració de capelles. Després d'una prospecció geofísica al subsòl de la catedral, l'any 2007, es van trobar indicis que a sota hi ha el temple romà dedicat a August (63 aC - 19 dC) sota la nau central. Ja hi havia notícies d'aquest temple per les monedes a les emissions realitzades en l'època de Tiberi on hi ha referències a la divinitat d'August i mostren un temple, amb columnes frontals, que es va construir en el seu honor, com es creu que té el descobert:
- Sesterci de Tàrraco posterior 15 dC
- Dupondi de Tàrraco posterior 21-22 dC
- As d'Emèrita 14-37 dC[7]

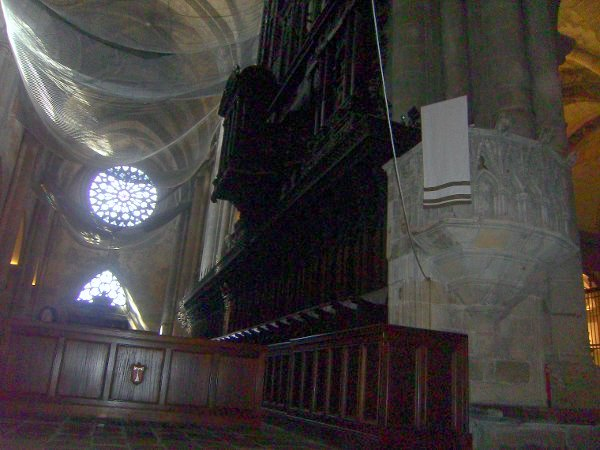
Restauració de l'interior en 2010. Es pot observar la malla col·locada a la part superior de la nau central, que forma part de la primera part de les obres. També s'hi observa que no hi ha les portes de l'orgue, que es van retirar en preparació d'una futura restauració.

A principis de juny del 2010 s'iniciaren les obres de restauració, en dues fases i amb una inversió de 2,8 milions d'euros:
- Primera actuació (juny del 2010 - 2011). Restauració dels paraments de la volta i els murs, i neteja i consolidació. Posteriorment, es faran els treballs de recuperació i consolidació de les pintures murals i les policromies situades en zones puntuals de murs, voltes, nervis i capitells, així com es restauraran el cadirat del cor, tretze capelles, un sepulcre i diversos murs del tancament de l'església.
- Segona actuació (2012). Seran obres destinades a resoldre els problemes amb les instal·lacions elèctriques, contra incendis i de control d'humitats, així com amb la substitució del paviment.

### Canònica
Hi ha notícies de l'existència de canonges des de finals del segle xi, però l'estructuració va ser a partir de l'any 1154 per l'arquebisbe Bernat Tort, segons l'orde de Sant Agustí amb canonges vinguts del monestir de sant Ruf prop d'Avinyó, orde al qual anteriorment pertanyia el bisbe i que havia imposat la reforma gregoriana del segle xi. El papa Climent VII secularitza als canonges de la catedral el 4 de desembre de 1530.
Per la vida comunitària dels canonges es va dotar de les dependències necessàries entorn del claustre, com el dormitori, el refetor, el celler, la cuina i la sala capitular, a més a més del prior claustral, es van anar anomenant les figures del paborde que administrava els béns, l'ardiaca per l'ajuda a la celebració dels oficis, el tresorer que s'ocupava de les despeses del culte, el sagristà major, que tenia a càrrec seu el servei del culte, el cambrer que tenia cura del vestuari, el cabiscol dirigent del cor, el succentor o sotscabiscol que ensenyava els cants, l'hospitaler encarregat de l'hospital i l'infermer que cuidava de la infermeria.

## Edifici interior

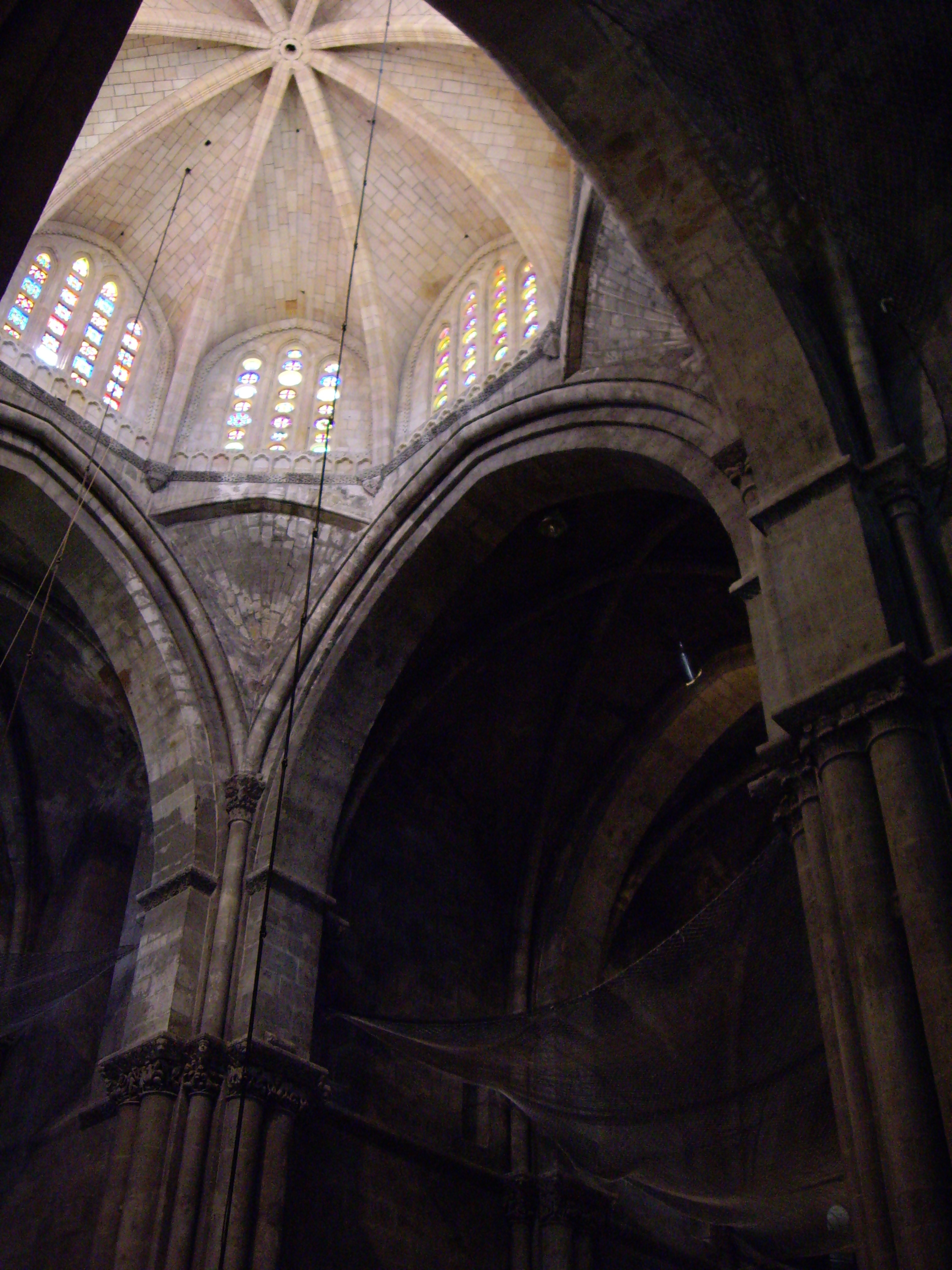
El cimbori de la catedral des de l'interior.

És un temple de transició del romànic al gòtic. La nau central té una alçada de vint-i-sis metres més dotze del cimbori, per 16,50 metres d'amplada. Les naus laterals mesuren tretze metres d'alçada per 8,25 d'amplada. La longitud és d'uns cent metres des del frontispici fins a la capçalera.
Consta de planta basilical de creu llatina amb tres naus i creuer ben definit que sobresurt de les naus però amb braços desiguals a causa del claustre que s'hi és a la part septentrional així com l'absidiola d'aquest mateix costat també és desigual a la seva parella del costat oposat. La capçalera conté tres absis semicirculars escalonats amb presbiteris profunds, destacant el central. L'absis central té tres finestres a la part inferior i set en la superior de forma apuntada.
Sobre el tram adjunt a l'absis del costat de l'Epístola hi ha la torre del campanar.
Les naus estan cobertes amb voltes de creueria de nervis motllurats sostinguts per pilars cruciformes amb columnes adossades de dos amb dos i amb capitells decorats amb reminiscències de l'art hispà musulmà sobre els que reposen els arcs faixons de les voltes. Les finestres es presenten principalment de dos tipus les romàniques amb arquivoltes i les gòtiques amb vitralls de traceries calades.
El cimbori és octogonal construït a la meitat del segle xiii amb volta de creueria i suport de trompes angulars, mainells i vitralls de colors.
El presbiteri i l'absis central tenen un notable paviment de l'època romànica, està format per plaques de pedra i marbre de diversos colors formant uns dibuixos geomètrics, en opus sectile on dominen els entrellaçats sobresortint els colors, taronja, groc, blanc i negre. És d'una fabricació seriada i no completament artesanal, ja que no hi ha gran varietat de peces amb formes diferents. Paviments d'aquesta mateixa classe es realitzaven a l'edat mitjana com es demostra a la basílica de Montecassino a Itàlia, de Santa Maria d'Alaó de Sopeira o Saint-Benoît-sur-Loire a França.

### Cor
El cor antic, que conserva els murs de tancament del segle xiv, estava situat al mig de la nau central. A ambdós costats de la mateixa encara s'hi troba part del cadirat de roure de Flandes, que va ser tallat per Francesc Gomar entre 1478 i 1488, per encàrrec de l'arquebisbe Pere d'Urrea (1445-1489). Els respatllers es decoren amb traceries gòtiques, mentre que els temes figurats es concentren als medallons dels braços. Les cadires pontificals les van tallar els escultors francesos Joan de Tours i Enric de Borgonya el 1534. L'any 1963 una part del cadirat va ser traslladada al nou cor, situat al presbiteri. El mur occidental es va desarmar i avui es guarda al Museu Diocesà.

### Orgue
La construcció de l'orgue major és obra de diversos artistes del segle xvi. El mecanisme musical va estar a càrrec de Salvador Estrada. La caixa, de fusta de roure de Flandes, d'àlber i de pollancre, la va projectar en 1560 Mossèn Jaume Amigó, l'arquitecte introductor del Renaixement a les nostres contrades. Les escultures i els relleus són obra de Jeroni Sanxo i Perris Austris, que els van realitzar entre 1562 i 1566. La pintura de les portes o sarges, que són batents, la van contractar l'italià Pietro Paolo de Montalbergo i el grec Pere Serafí el 1563, però les va cobrar en solitari Montalbergo. Tancades, representen l'Anunciació. Obertes, mostren l'Adoració dels pastors a l'esquerra i la Resurrecció a la dreta, en un notable estil manierista. Les portes s'obrien o es tancaven d'acord amb el calendari i els oficis litúrgics, raó per la qual els temes pintats visibles estaven vinculats al temps litúrgic. Montalbergo també va pintar i daurar els tubs de l'instrument musical. L'any 1929 l'antic mecanisme musical, així com els tubs, es van substituir pels d'un orgue romàntic, procedent de la finca Mar-i-Cel de Sitges, que va ser donat al Cardenal Francesc d'Assís Vidal i Barraquer per Mr. Deering, un hispanista nord-americà. Posteriorment, l'any 1974 l'orgue va ser reformat i és el que es va mantenir fins a l'any 2010, quan s'aprofità l'inici de la IV fase de les obres de restauració de la Catedral per dur a terme la restauració de la caixa. El nou orgue amb 2.712 tubs i 53 registres s'inaugurà el 16 de juny de 2013 i vol ser l'hereu de l'antic instrument renaixentista.

### Capelles delcostat de l'Evangeli

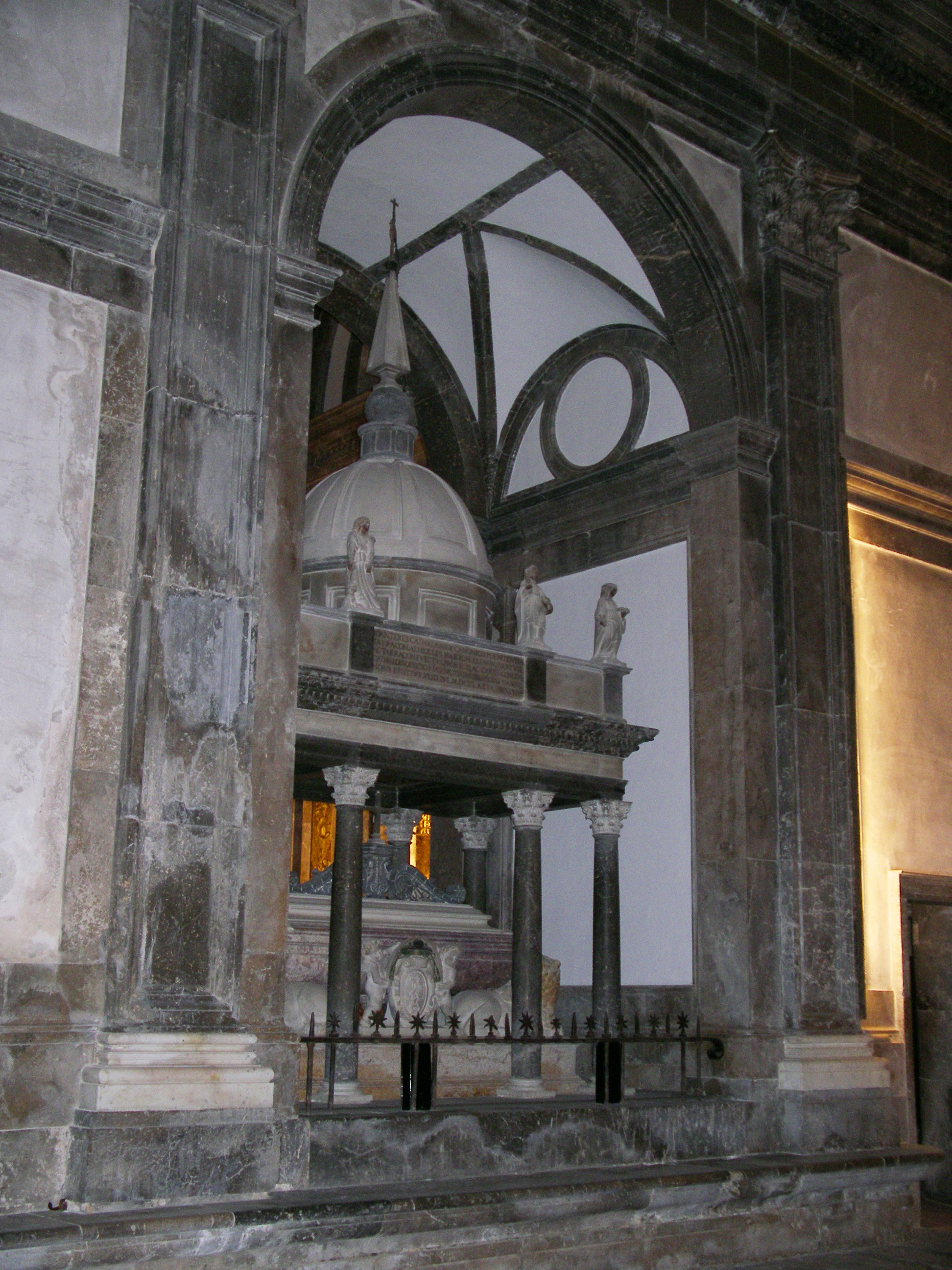
Sepulcre de l'arquebisbe Joan Terés, projectat per Pere Blai.

Explicades de l'entrada principal cap a la capçalera del temple en sentit de les agulles del rellotge. A les capelles construïdes a partir del segle xiv, és on es manifesta més el canvi cap a l'estil gòtic.
- Capella dels Cardona i capella de la Mare de Déu de Montserrat

Obra del gòtic tardà, aquestes capelles bessones van ser construïdes el 1520. Les va fer edificar l'arquebisbe Pere de Cardona per dedicar-les al culte de l'Anunciació de Maria i a santa Maria Magdalena, respectivament. Al mur divisori de les dues capelles es troba el seu panteó familiar, un magnífic sepulcre de marbre de Carrara, atribuït a Damià Forment i realitzat cap al 1530, amb una esplèndida decoració de grotescos. A la primera capella hi ha el sepulcre de l'arquebisbe Josep Domènec Costa i Borràs (+1864), tallat el mateix any per Josep Janés i Manel Roca. La segona capella està dedicada actualment a la Mare de Déu de Montserrat. S'hi exhibeix un retaule procedent de Santes Creus, realitzat el segle xv, on es mostren escenes de la vida de Maria, muntat amb tres dels quatre carrers del retaule gòtic del Monestir de Santes Creus iniciat per Guerau Gener i finalitzat per Lluís Borrassà al començament del segle xv. A la segona capella es troba també el sepulcre de l'arquebisbe Francesc Fleix i Solans (+1875), tallat per Agapit Vallmitjana.
- Capella de la Puríssima Concepció

Va ser projectada el 1674, dins del classicisme barroc, per fra Josep de la Concepció. Ofereix un exemple excel·lent de la integració de l'arquitectura i les arts plàstiques, amb un programa iconogràfic de gran interès en què hi van treballar els artistes catalans més importants del moment. L'altar i el sòcol del retaule, de marbre, els va tallar Domènec Rovira II el 1678. El retaule barroc salomònic, de fusta policromada i daurada, dedicat a la Puríssima Concepció, va ser tallat per Francesc Grau en 1678 i daurat per Josep Cabanyes entre 1680 i 1684. Els dos sepulcres del fundador de la capella, el canonge Dídac Girón de Rebolledo, i de la seva família, amb una esplèndida representació de les virtuts teologals i les arts liberals, van ser tallats per Domènec Rovira II i Francesc Grau el 1679. A les pintures dels murs laterals s'hi representen diverses escenes de la vida de la Mare de Déu, a més de santa Tecla i sant Dídac d'Alcalà, patró del fundador. Són obra de Josep Juncosa, de l'entorn del 1680. Les pintures murals de la cúpula i de la volta són més tardanes, del segle xviii i van ser realitzades per Francesc Tramulles. La reixa de Pere Catà, Miquel Esmandia i Joan Andreu és del 1681. Les vidrieres són obra de Francesc Saladrigues, del 1682.
- Capelles de Sant Fructuós i Sant Joan

Són dues capelles renaixentistes bessones. Ambdues, de plata rectangular, es cobreixen amb volta de canó reforçada amb arcs faixons i tenen absis semicirculars. Els finestrals termals tripartits demostren el seu lligam amb l'arquitectura classicista més purista. Van ser construïdes el 1592 segons un projecte de Pere Blai. Entre totes dues hi ha un àmbit de pas, de planta vuitavada i cobert amb una cúpula amb gallons, d'excepcional interès.: La capella de Sant Fructuós està dedicada als sants màrtirs Fructuós i els seus diaques Auguri i Eulogi, que foren condemnats a la foguera a l'amfiteatre de Tarragona el 21 de gener de l'any 259. Al mur divisori, confrontat amb la capella bessona de Sant Joan Evangelista, es troba el sepulcre del fundador de totes dues, l'arquebisbe Joan Terés, que va ser virrei de Catalunya entre 1602 i 1603. El sepulcre el va dissenyar Pere Blai i el van tallar Isaac Alfred Vermey i Agustí Bennàsser entre 1608 i 1610. El templet del sepulcre presenta una gran semblança amb el de San Pietro in Montorio de Roma, obra de Bramant, i també amb el templet del pati dels Evangelistes d'El Escorial. A l'altar hi ha les imatges del bisbe sant Fructuós i els seus diaques, tallades per Benet Baró el 1616. Al mur de l'esquerra hi ha el sepulcre de l'arquebisbe Antolín López Peláez (+1918), obra dels germans Oslé, del 1920. Les pintures murals amb escenes de la vida i martiri dels sants titulars són obra d'Hermini Sentís, del 1959. La cripta conté el sepulcre del cardenal Francesc d'Assís Vidal i Barraquer (+1943) i una memòria del seu bisbe auxiliar Manuel Borràs i Ferré, martiritzat l'any 1936. També està enterrat aquí l'arquebisbe Josep Pont i Gol (+1983). L'obra és de l'arquitecte Manuel Lamic, de l'any 1978.
La imatge central de l'altar de la capella de Sant Joan és la del sant titular, tallada per Agustí Bennàsser el 1615 i flanquejada per les imatges de santa Justina i santa Eulàlia, tallades per Benet Baró el 1616. Totes foren daurades per Francesc Sabater.
- Capella del Sant Sepulcre

Gòtica, data de 1494 i es decora amb uns interessants escuts i relleus policromats a la part exterior i a l'arc d'accés. El Sant Enterrament, amb Crist jacent envoltat de la Mare de Déu i les santes dones, sant Joan evangelista, Josep d'Arimatea i Nicodem, és de pedra policromada i es va esculpir el mateix any 1494. El cos de Crist reposa sobre un sarcòfag romà decorat amb estrígils (estries ondulants paral·leles) del segle iv, amb l'escut, obrat i encastat posteriorment, del canonge Joan Barceló, fundador de la capella. La volta la va policromar i daurar Francesc Sabater a inicis del segle xvii.
- Capella del Santíssim

Ocupa la meitat dreta de l'antic refetor canonical, que data del final del segle xii. L'àmbit romànic inicial va ser reformat entre 1582 i 1592 en estil classicista, segons un projecte de Bernat Cassany, Jaume Amigó i Pere Blai. La cúpula de tambor que la cobreix es va obrir perforant la volta romànica i està decorada amb pintures murals que representen diversos sants i personatges de l'Antic Testament. El retaule major adossat a la capçalera, amb escenes de l'Antic i del Nou Testament que prefiguren l'Eucaristia, el va pintar l'holandès Isaac Hermes Vermey cap al 1587. Les portes del sagrari les va fer Gaspar de Lira, i les escultures de marbre d'Aaró i Melquisedec són obra de Domenico Albrioni i Nicholas Larraut. Els altars laterals es van obrir als murs romànics. Al de l'esquerra es troba, al primer altar lateral del costat de l'evangeli, una pintura a l'oli amb la Coronació de la Mare de Déu, atribuïda al pintor genovès Luca Cambiaso i anterior a 1585. Al centre hi ha el sepulcre d'alabastre de Sarral del fundador de la capella, l'arquebisbe Agustí i Albanell (+1586), dissenyat per Pere Blai inspirant-se en Andrea del Verrocchio i tallat per Isaac Alfred Vermey el 1592. Al costat de la porta d'entrada hi ha un altar amb un retaule pintat sobre taula dedicat a sant Martí de Tours, datat el 1622. Als altars laterals del costat de l'epístola es mostren respectivament una pintura a l'oli de sant Carles Borromeu i un retaule de talla dedicat a sant Agustí, obra de Francesc Bonifàs i Massó, del 1795. La porta d'accés des del creuer es va fer amb dues columnes romanes de pòrfir i amb una bella morfologia classicista.
- Capella de Santa Bàrbara

Aquesta capella és gòtica i fou costejada en 1362 per Bernat Rufaca, ardiaca de Vila-seca. El retaule és barroc, de talla policromada i daurada, i està datat en 1765. La pintura central representa la santa titular de la capella.

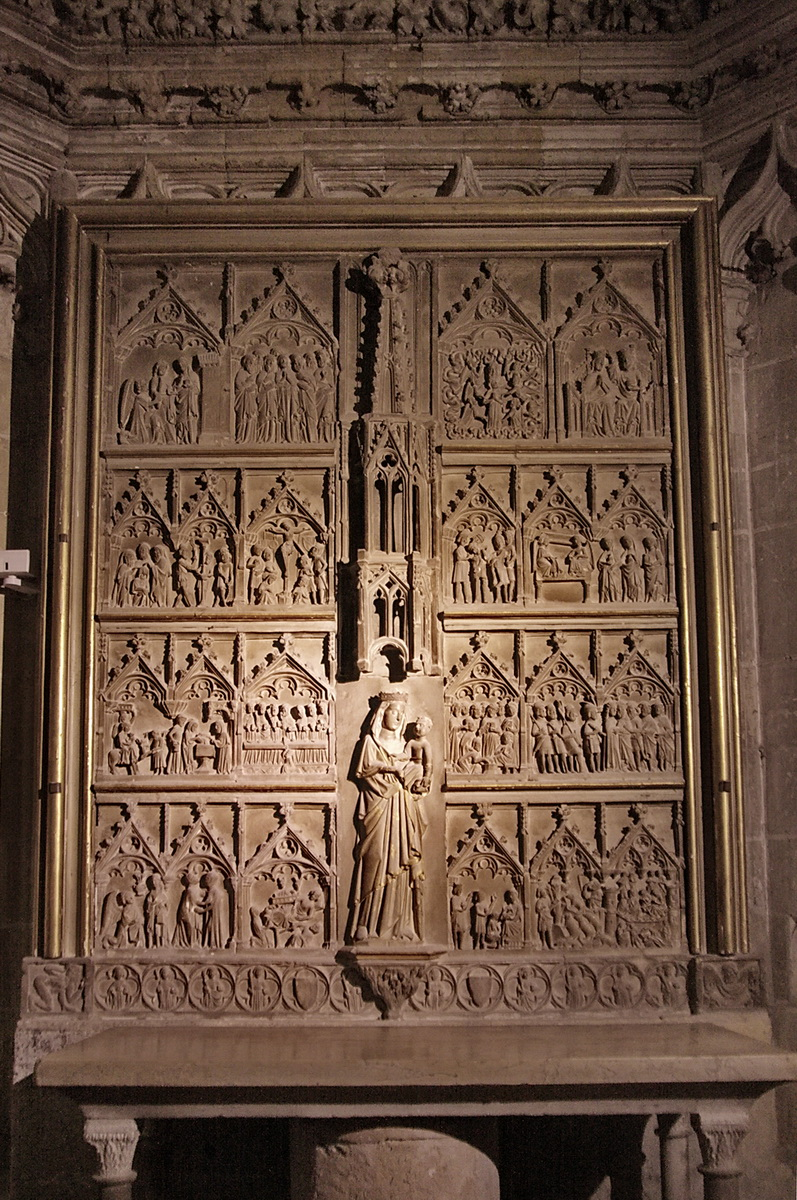
Retaule d'Aloi de Montbray (1368), abans de la restauració de 2014

- Capella de Santa Maria dels Sastres

És la més destacada de les capelles gòtiques de la Catedral. La recent restauració ha recuperat l'esplendor original de l'arquitectura, l'escultura, la pintura, els vitralls i el retaule. Ocupa una de les absidioles romàniques de l'estructura inicial de la Catedral, al costat de l'Evangeli. Fou reformada sota el mandat del bisbe Pere de Clasquerí (1358- 1380). Es va construir a proposta de la confraria de preveres, però era la confraria dels sastres qui en tenia cura, per això és coneguda popularment com «capella dels sastres». De plata hexagonal, es cobreix amb volta de creueria estelada. A l'accés, l'arc de triomf mostra figures esculpides dels dotze profetes majors i dels dotze menors que anuncien l'arribada del Messies. A l'altura d'un terç dels murs hi ha un fris de petits arcs conopials amb mènsules antropomòrfiques al·lusives en les seves accions a la confraria dels sastres. Completen la decoració escultòrica parelles de personatges sagrats. També una cornisa superior decorada amb temes florals entrellaçats amb éssers monstruosos i fantàstics. Una barana calada amb una galeria que recorre tot l'absis, que recorda les galeries angleses per als escolans. Els escuts que apareixen als murs corresponen a l'arquebisbe Pere de Clasquerí i als canonges obrers Guillem d'Anglesola i Bernat d'Albió. Al mur lateral dret destaca l'arcosoli, que conté l'urna sepulcral del fundador de la capella, realitzada vers 1388 i flanquejada per pintures murals que representen santa Tecla i sant Pau. Damunt de la llinda de la porta d'accés al presbiteri s'hi representa l'arquebisbe fundador, vestit de pontifical i agenollat davant la Mare de Déu i l'Infant. Les vidrieres són obra de Guillem de Letumgard i daten de l'any 1359. De la mateixa època serien les pintures que simulen vitralls, atribuïdes al Mestre de Santa Coloma de Queralt. Representen sant Judes Tadeu, sant Jaume el Menor i la seva mare. : El retaule és de pedra calcària policromada i està dedicat a la Mare de Déu. El va realitzar l'any 1368 el mestre normand Aloi de Montbray. Mostra diverses escenes de la vida de Jesús i de la Mare de Déu i està presidit per una imatge central de Maria amb l'Infant als braços.

### Presbiteri
Altar major

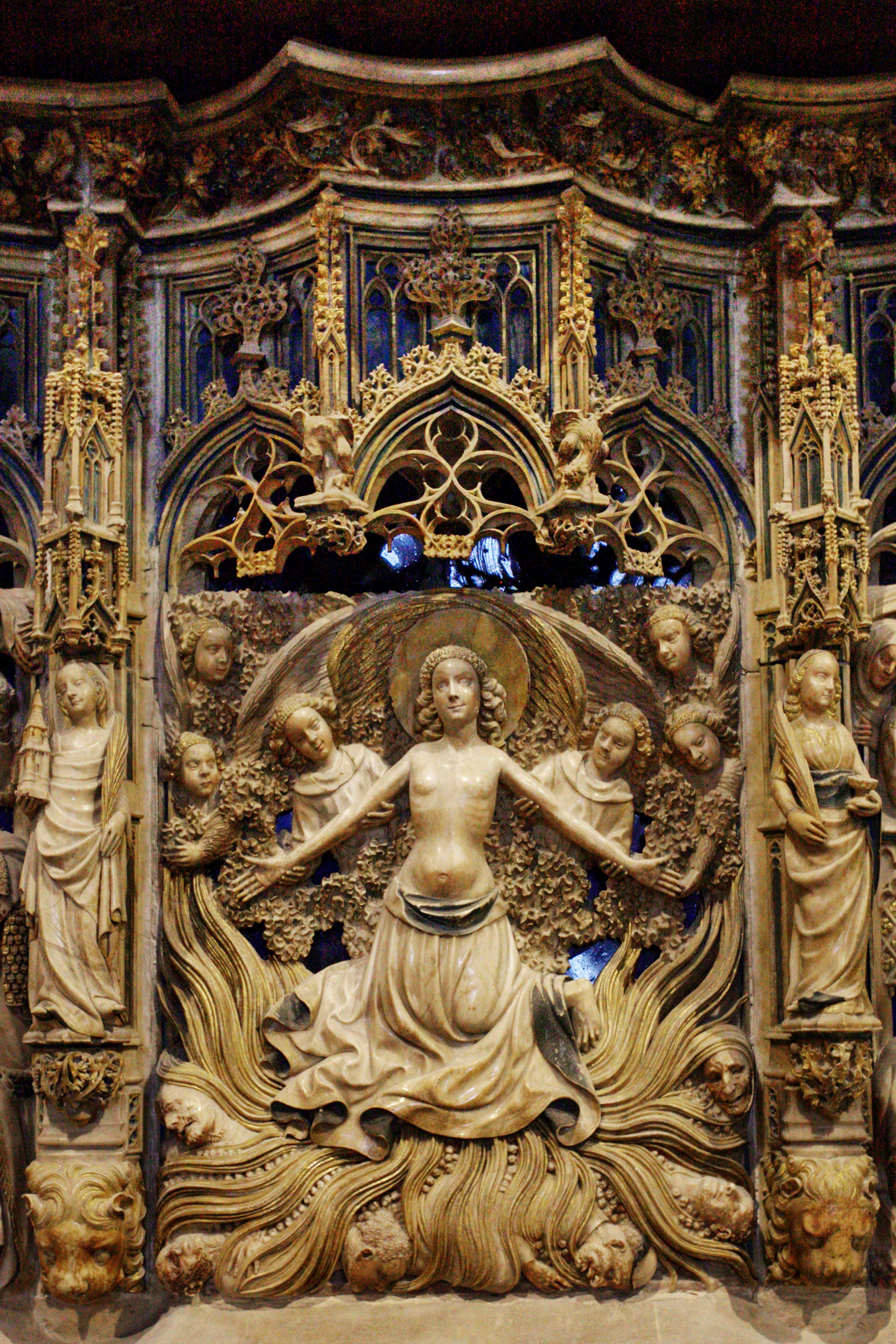
Imatge de Santa Tecla a la predel·la d'alabastre policromat

L'altar major està treballat totalment en marbre blanc i data de la primera meitat del segle xiii, en temps de l'arquebisbe Aspàreg de la Barca (1215-1233). El seu frontal és una de les peces més extraordinàries de l'escultura romànica catalana. S'hi descriuen alguns episodis de la vida i el martiri de santa Tecla d'Iconi, a la qual està dedicada la Catedral i que és la patrona de la ciutat de Tarragona. Als compartiments de l'esquerra del frontal, Tecla, promesa a Tamiris, des d'una finestra de casa seva escolta Pau, que predica la benaurança de la castedat. Ella, moguda per les paraules de l'apòstol, consagra a Crist la seva virginitat. Acusada davant el tribunal del governador, Tecla és condemnada a la foguera, càstig del qual es lliura miraculosament. Als compartiments de la dreta del frontal, la santa és condemnada a les feres salvatges, que la respecten. Més tard es bateja a si mateixa submergint-se en un estany de l'amfiteatre ple de bèsties i serps verinoses. Miraculosament alliberada dels seus suplicis, és posada en llibertat i rebuda a la mansió de la reina Trifena. Finalment, mor a Selèucia, envoltada dels seus, mentre dos àngels porten la seva ànima al cel en forma de colom. Al centre del frontal es mostra una figuració de la Santíssima Trinitat : inscrita en una màndorla, la figura de Déu Pare que beneeix santa Tecla, la qual es troba prosternada davant d'ell. A la part superior acompanyen Déu Pare una mà dreta, representació de Jesucrist, i l'Esperit Sant, en forma de colom. Altres interpretacions d'aquesta representació defensen que es tractaria de l'escena en què sant Pau, empresonat, alliçona Tecla.
Retaule major
Obra de Pere Joan i realitzat entre 1426 i 1434, aquest retaule, contractat per l'arquebisbe Dalmau de Mur amb l'escultor el 8 de març de 1426, és un dels millors exemples de l'escultura gòtica catalana. Tres anys més tard, el 15 d'abril de 1429, l'arquebisbe Dalmau de Mur posava la primera pedra del retaule i hi consten àpoques i albarans signats el 18 de gener de 1434 i del 15 de desembre de 1436, en els quals Pere Joan consta com a mestre del retaule, una tasca que compatibilitzava amb la construcció del Retaule major de la Seu de Saragossa, també per encàrrec de Dalmau de Mur.
Recolza damunt d'un sòcol de pedra calcària policromada que mostra temes vegetals entrellaçats amb figures infantils i d'animals i que es completa amb els escuts dels arquebisbes Dalmau de Mur i Pere Sagarriga i de Pau. L'element més destacat del retaule és la predel·la. D'alabastre policromat i daurat, s'hi representen amb expressiva minuciositat sis escenes de la vida i del martiri de santa Tecla, a banda i banda del tabernacle central, on es mostra Crist Sofrent amb Maria, sant Joan, Nicodem i Josep d'Arimatea. Les escenes dedicades a santa Tecla estan protegides per petits dossers i les separen muntants en forma de figures de santes. El fons de les escenes és de vidre blau fosc. A quatre dels episodis representats al frontal romànic de l'altar major (predicació de Pau a Iconi amb Tecla que l'escolta; el foc que ataca els botxins i respecta la santa; Tecla al fos de les feres amansides; la santa al bassal de les serps) se n'hi afegeixen dos més. Un és el de l'últim suplici de la santa, quan, estant lligada a toros braus i a punt de ser esquarterada, es trenquen els lligams i queda lliure. L'altre narra la invenció o troballa miraculosa del braç de santa Tecla, del qual procediria la relíquia insigne regalada pel rei de l'Armènia Menor a l'Església de Tarragona per mediació del rei Jaume II, l'any 1321. El cos superior conté dotze plafons amb relleus, dedicats a la representació dels Set Goigs de la Mare de Déu i de cinc de les Hores de la Passió de Crist. Les imatges centrals, protegides per alts pinacles, representen la Mare de Déu amb el Nen, flanquejada per santa Tecla i sant Pau.
Les portes laterals estan decorades amb cresteries i al coronament tenen les imatges de sant Oleguer i sant Fructuós, bisbes de Tarragona. La cornisa alberga les imatges de sant Miquel Arcàngel i l'Àngel Custodi, tallades per Perris Austris i policromades i daurades per Pietro Paolo de Montalbergo en la segona meitat del segle xvi. A la part posterior del retaule, sota la imatge gòtica de sant Miquel vencent el dimoni, s'obre un sagrari barroc per a la reserva del Santíssim Sagrament, una obra d'alabastre i pedra negra realitzada en 1696 per l'escultor Isidre Espinalt i Serra-rica, que va ser encarregada per l'arquebisbe Josep Llinàs. Té forma de fornícula flanquejada per dos àngels músics i coronada per un medalló amb l'Infant Jesús.
- Sepulcre de Joan d'Aragó

A la part dreta del presbiteri, en un arcosoli obert al mur, es troba el mausoleu de l'arquebisbe Joan d'Aragó (+1334), fill del rei Jaume II i de Blanca de Nàpols, el mateix que va consagrar la Catedral l'any 1331. Es tracta d'una magnífica escultura de marbre proconès, feta cap a l'any 1337, d'autor desconegut però de clara procedència italiana. El vas recolza sobre dos lleons i mostra al front l'epitafi. A la part superior reposa la figura jacent de l'arquebisbe, vestit amb indumentària prelatícia, amb les mans encreuades i el cap sobre dos coixins, acompanyat dels atributs episcopals: el pal·li, la mitra i el bàcul. El rostre ha estat treballat amb molt detall i realisme. Crida l'atenció la seva fesomia juvenil, ja va morir amb trenta-tres anys. Les cinc figures de sants que envolten el sepulcre marquen els vincles de la casa regnant catalana del moment amb l'Església, ja que sant Lluís de Tolosa, santa Isabel d'Hongria i sant Lluís rei de França eren avantpassats de l'arquebisbe. Hi ha també els sants protectors de Tarragona, sant Fructuós de Tarragona i santa Tecla. A la part superior del sepulcre, un relleu representa l'ascensió de l'ànima de l'arquebisbe al cel. Al damunt de arcosoli es troba un reconditori (armari reliquiari), obert al mur a manera de finestral, que havia custodiat en l'edat mitjana un reliquiari amb el braç de santa Tecla, patrona de Tarragona, portat en 1320 des d'Armènia Minor mitjançant els ambaixadors del rei Jaume II el Just. En el segle xviii el reliquiari va passar a la capella de Santa Tecla, d'on va desaparèixer en el decurs de la invasió napoleònica.

### Capelles delcostat de l'Epístola
- Capella de Sant Oleguer

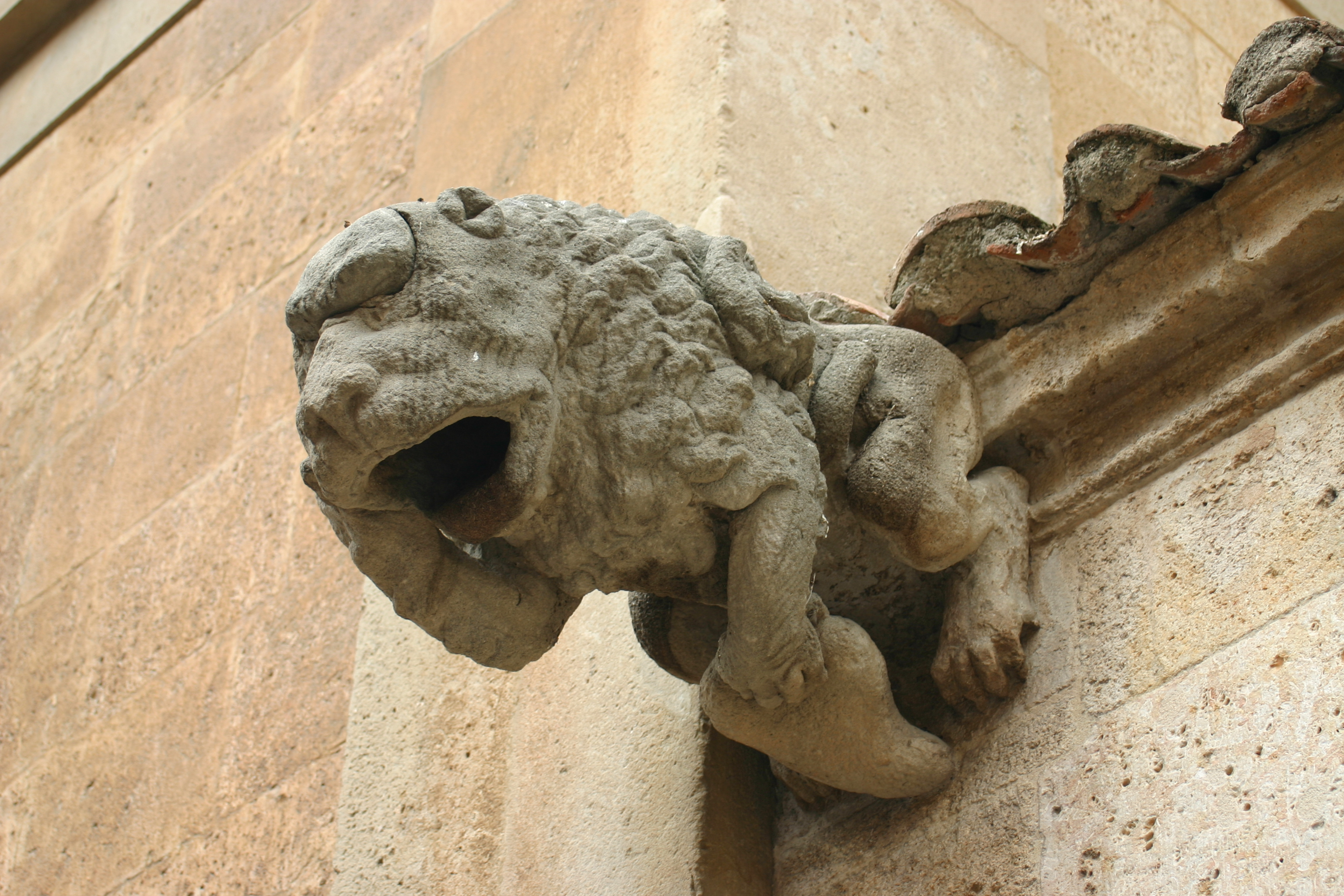
Gàrgola exterior del costat de l'Epístola.

Capella romànica del segle xiii que ocupa un dels absis laterals. A l'altar es pot contemplar la imatge de l'arquebisbe sant Oleguer. En origen formava part d'un retaule de l'escultor Francesc Bonifàs i Massó (1776), que fou desmuntat vers 1932.
- Capelles dins el Creuer de la part nord:
  - Capella de Sant Lluc. Ocupa una absidiola lateral romànica del segle xiii. Alberga un retaule barroc datat el 1679 i atribuït a Josep Juncosa. Estava sota la protecció de la confraria dels notaris

Les tres capelles situades sota la rosassa són del gòtic tardà i foren construïdes a l'inici del segle xvi a instàncies del canonge Joan Barceló, l'escut del qual es troba repetit a la part superior: 
- - Capella de la Mare de Déu del Roser. Les imatges que s'hi veneren, la Mare de Déu del Roser i sant Domènec de Guzman, són de mitjan segle xx i les va tallar l'escultor Lluís Maria Saumells. Van ser policromades per Sadurní Garcia Anguera.
  - Capella del Sant Crist de la Salut. La imatge del Sant Crist de la Salut, del segle xv, és molt venerada pels tarragonins. Les imatges de la Mare de Déu dels Dolors i de sant Joan Evangelista són del segle xvi. La volta està policromada i a la seva clau central s'hi representa sant Esteve.[17]
  - Capella de Sant Tomàs d'Aquino. La imatge del titular va ser tallada per Vicenç Roig i Besora en el segle xix.
- Capella de la Presentació

Gòtica, fou construïda a l'inici del segle xiv. Sembla que es tracta de la capella més antiga de la Catedral. El retaule, dedicat a la Presentació, és obra de Vicenç Roig i Besora, de la primera meitat del segle xix, i va ser policromat per Sadurní Garcia Anguera a mitjans del segle xx.
- Capella de Santa Elena

Les pintures murals, fetes entorn de l'any 1350, representen escenes de la invenció o troballa de la Santa Creu i es completen amb les figures de la mateixa santa Elena, amb sant Fèlix i sant Aleix a banda i banda. A la columna de la dreta, una mènsula acull una petita imatge de pedra policromada de sant Hipòlit, del segle xiv.
- Capella de Santa Llúcia

Capella gòtica, del segle xiv. Les pintures murals amb les figures de sant Narcís, santa Marta i altres sants van ser realitzades, com les de la capella anterior, cap al 1350. La restauració ha tret a la llum també una decoració mural de temes vegetals i geomètrics. S'hi mostra, emmarcat, un dels relleus de la predel·la del retaule de Sant Oleguer, amb l'escena de l'acte de l'atorgament del feu de Tarragona al príncep Robert d'Aguiló.
- Capella de Sant Francesc

Capella renaixentista que va ser construïda el 1584 sota el patrocini del canonge Gabriel Robuster. El projecte va estar a càrrec de l'arquitecte Jaume Amigó. El retaule major, de finals del segle xvii, està dedicat a sant Francesc d'Assís i ha estat atribuït a Josep Juncosa. Les grans pintures laterals, amb l'Adoració dels Reis i la Degollació dels Innocents, són obra del pintor genovès Giacomo Giustiniano, que les va pintar a l'oli cap al 1625.
- Capella de Santa Tecla

Santa Tecla d'Iconi és titular de la Catedral i patrona de la ciutat de Tarragona. Aquesta capella es va construir per acollir la relíquia insigne de la santa. El projecte es deu a l'arquebisbe Manuel de Samaniego i Jaca (1741-1748), però no es va poder portar a terme fins a les prelatures dels arquebisbes Jaume Cortada i Bru (1753-1762) i Juan Lario y Lancis (1764-1777). Les obres es van iniciar en 1760, sota la direcció de l'arquitecte Josep Prat i Delorta i van finalitzar en 1775. El seu disseny segueix les pautes del classicisme acadèmic. Cal destacar l'ús de materials nobles, com ara el jaspi de Tortosa i el marbre blanc. Els relleus, amb la glorificació de santa Tecla i passatges de la seva vida, i les escultures, amb les virtuts cardinals —de reminiscència berniniana—, són obra de Carles Salas. La reixa, contemporània a la capella, és obra d'Onofre Camps.
- Capella de Sant Miquel i tots els Àngels

Construïda cap a la meitat del segle xiv, va ser fundada per l'ardiaca Guillem Botsom, segons un document de l'any 1379 on s'especifica que ja estava en plena construcció. D'estil gòtic, la decoració escultòrica es concentra a l'arc d'accés, amb figures d'àngels, a les mènsules dels arcs de l'absis de la capella, on els àngels són portadors de bandes amb la lletra dels seus cants. A les mènsules del tram recte abans de l'absis estan representats els quatre evangelistes. El conjunt escultòric de la capella es completa amb les tres claus de volta. A la de l'absis hi ha una Maiestas Domini amb la bola del món a la mà esquerra mentre està beneint amb la dreta. La clau central és la que s'està en pitjor estat de conservació i representa una figura femenina amb dos animals als seus peus. La clau del tram recte de la capella té la seva dedicació a Sant Miquel lluitant contra el drac de set caps. Aquest conjunt escultòric s'atribueix als col·laboradors de Jaume Cascalls, que en la dècada de 1370 treballaven a la decoració de la façana de la catedral. Les pintures murals a manera de falsos vitralls són del final del segle xiv i representen un àngel, santa Agnès i sant Bartomeu. Les vidrieres les va fer Jeroni Granell el 1958. A l'altar major destaca el retaule de Sant Miquel, procedent de la Pobla de Cérvoles i atribuït a Bernat Martorell, del segle xv.
- Capella del Baptisteri, antigament de Santa Úrsula i les Onze Mil Verges

Inicialment dedicada a santa Úrsula i les Onze Mil Verges, fou construïda entre 1340 i 1344 sota el mecenatge de l'arquebisbe Arnau de Sescomes, que està enterrat al paviment de la capella. La va fer construir per honrar les relíquies de santa Úrsula i d'altres verges donades pel seu predecessor, l'arquebisbe Joan d'Aragó. Coberta amb volta estrellada, la decoració escultòrica es distribueix a les setze claus de volta i a les mènsules i es completa amb diverses imatges de verges, col·locades en parelles. A les mènsules de l'arc de l'entrada es representen els evangelistes escrivint, acompanyats amb els seus respectius símbols. A l'interior les mènsules representen dos homes i dues dones llegint uns llibres, aquests personatges no es tracten de sants sinó que podrien ser familiars de l'arquebisbe Sescomes. A les claus de volta estan representades efígies dintre de medallons; a les tres principals la Coronació de la Mare de Déu, sant Miquel i santa Tecla. Als murs laterals hi ha fragments de pintures murals amb busts de les santes titulars. Les pintures, les escultures i els vitralls originals van quedar molt afectats per les destrosses de la invasió napoleònica, a l'inici del segle xix. Vers 1820 es va dedicar a baptisteri i s'hi va col·locar la pila baptismal de marbre proconès, d'una sola peça, que sembla tractar-se d'una font romana reaprofitada.
Al mur divisori que separa aquesta capella de la següent hi ha el sepulcre de l'arquebisbe Gaspar Cervantes de Gaeta (+1575), fundador del Seminari i de la Universitat de Tarragona, que va ser dissenyat per Jaume Amigó el 1575. Al mur de la dreta hi ha el sepulcre de l'arquebisbe Manuel Arce Ochotorena (+1948), construït el 1952.

## Exterior

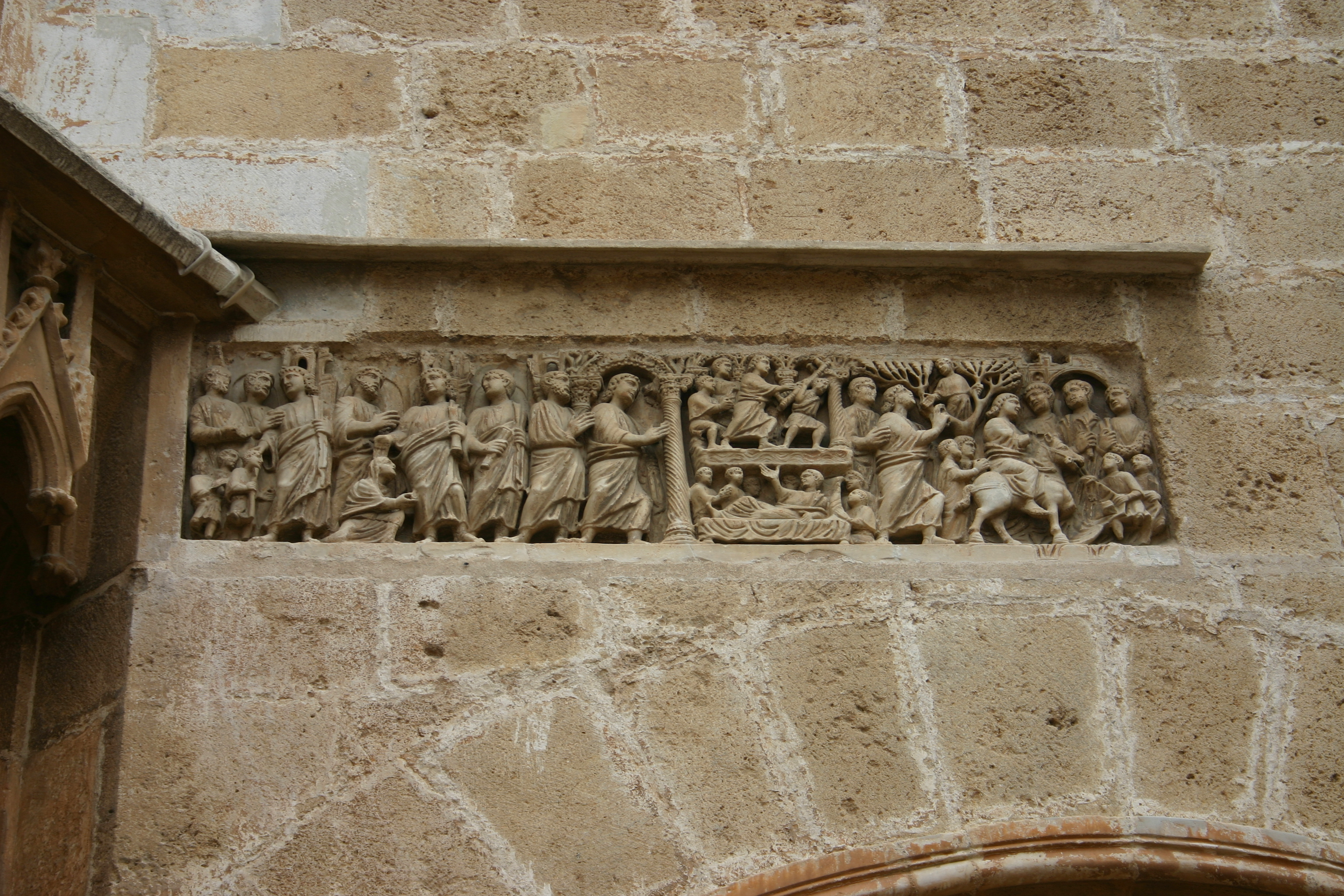
Sarcòfag de Bethesda sobre la porta lateral dreta.

L'absis central és voluminós, amb una cornisa de motllures sota un fris de dents de serra i una filera d'arcuacions cegues sostingudes per permòdols decorats amb figures humanes, animals o motius geomètrics.
La façana principal consta de tres portes que corresponen a les tres naus de l'església, la central i principal gòtica, amb arcades ogivals i les laterals d'estil romànic.
Hi ha una gran rosassa sobre la porta principal, que conté una traceria que recorda les rosasses del monestir de Sant Cugat, de Santa Maria del Pi o de la catedral de Mallorca. Té onze metres de diàmetre exterior i dotze raigs amb set motllures circulars d'un gruix d'1,30 metres. Els dotze raigs representen les dotze tribus d'Israel o els dotze apòstols.
Sobre les altres dues portes laterals també hi ha dues rosasses, de mida més reduïda i de factura romànica. A les portes es va usar marbre blanc, amb arcs de mig punt i arquivoltes motllurades amb llinda i timpà. Encastat en el mur sobre la porta de la dreta es conserva el sarcòfag de Bethesda, paleocristià i del segle iv, on es representen escenes de la vida de Jesús. La porta del costat de l'Evangeli posseeix un timpà esculpit amb escenes que representen l'Epifania.

## Vitralls
Els vitralls de la catedral de Tarragona són un magnífic exemple de l'època gòtica. Els de les capelles de les Onze Mil Verges i de Santa Maria dels Sastres foren realitzats per Guillem de Letumgard en el segle xiv. De la mateixa època són les rosasses de banda i banda del creuer. L'absis central té tres finestrals a la part inferior i set a la superior.
La capella de Santa Maria o dels Sastres conté té tres finestrals al costat esquerre, que van ser remodelats en èpoques posteriors. Representen el tema de l'Anunciació. Les parts originals de Guillem de Letumgard són les traceries superiors dels vitralls, es representen a cadascun d'ells dues petites figures d'àngels i al lòbul superior l'escut de la seu tarragonina. El que representa l'arcàngel Gabriel és una reforma posterior dels darrers anys del segle xv, obra probable de Gil Fontanet. Els colors que dominen són el vermell, el blau i el groc de plata o d'argent, propi del segle xiv.
Les rosasses dels costats nord i sud del transsepte presenten importants diferències, degudes a les múltiples intervencions fins a època recent. Són obra del Mestre de Sant Silvestre, que també va treballar a la catedral de Barcelona. A la rosassa sud es representa la Mare de Déu amb l'Infant entronitzats. A la rosassa nord es representa la Resurrecció de Crist a l'òcul central, a partir del qual es distribueixen setze plafons radials amb ornamentació geomètrica, motius florals i l'escut de la seu. A la part ampla d'aquests plafons es mostra, a cadascun, un cap d'un personatge, segurament un apòstol.
La figura de santa Tecla es troba representada al vitrall central de l'absis, documentat cap al final del segle xvii, que també fou modificat posteriorment.
D'època renaixentista són els sis vitralls de la capella de Corpus Christi, en cadascun dels quals es representa una figura d'apòstol.

## Porta principal

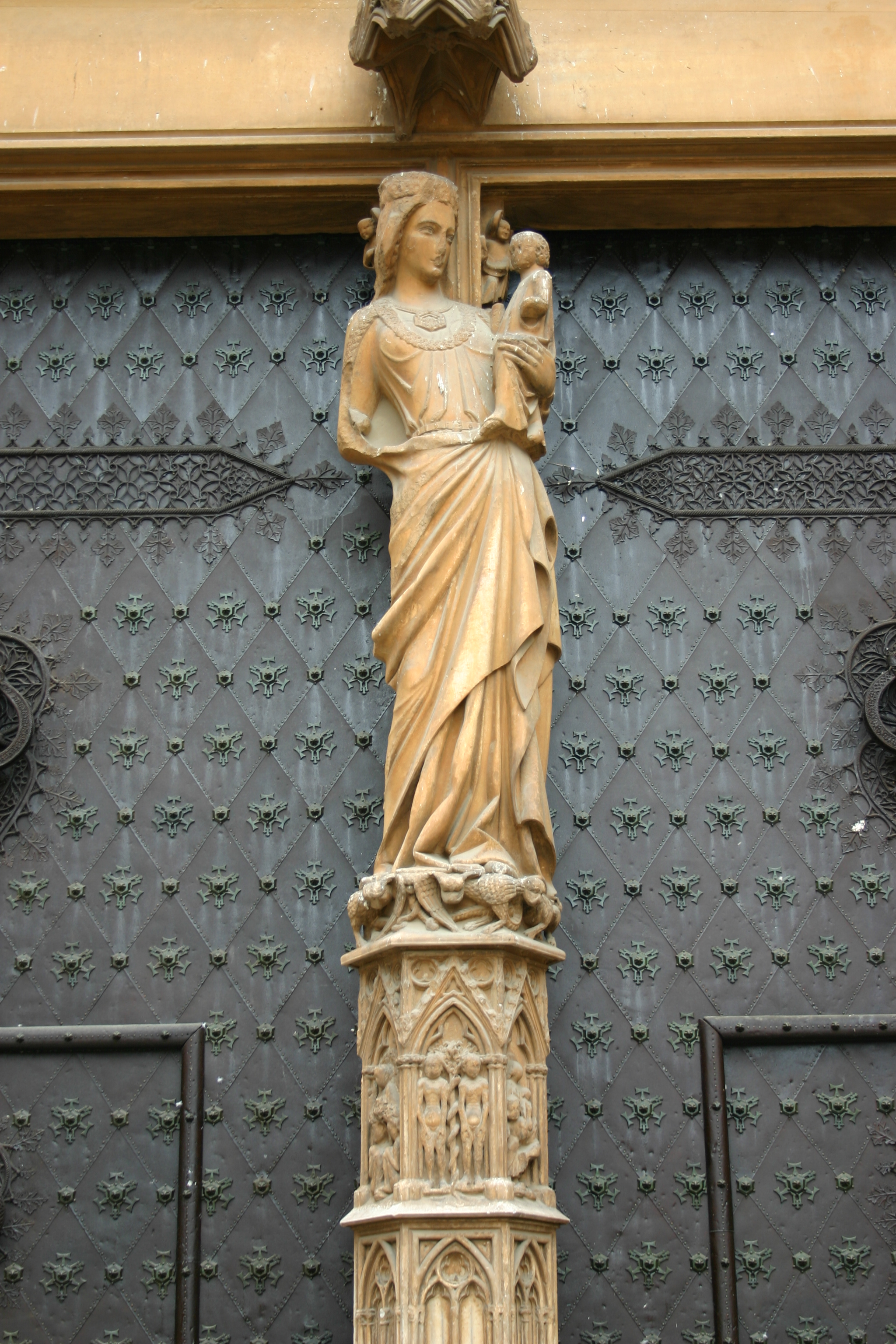
Verge del mainell de la porta principal.

D'estil gòtic amb semblances a models francesos com Amiens i sobretot Reims. La porta principal de la catedral va ser encàrrec del bisbe Bernat d'Olivella al mestre Bartomeu l'any 1277 i l'última relació documentada amb aquest mestre és l'any 1291.
Presenta arcs ogivals en degradació, el gran arc principal avança sobre el mur i també arriba a muntar en algun punt sobre les portes laterals, que la seva gran sumptuositat fa anul·lar a primera vista, pels seus grans contraforts laterals és evident que s'empren per sostenir les càrregues de la nau central del temple. És possible que en principi la forma estructural de la façana fos més coherent i harmònica entre les tres portes. Malgrat deixar-la inacabada, va realitzar força escultures dels apòstols, situades a tots dos costats de la portalada descansant en basaments correguts. Sobre les figures hi ha dosserets. Entre les figures destaquen les de sant Pere, sant Andreu i sant Tomàs al bancal de la part dreta de la porta. Tanmateix, la gran escultura de la porta és la Verge del mainell. S'ha assenyalat que deriva d'un model francès. Al pedestal octogonal hi ha representades escenes del Gènesi, amb la creació d'Adam i Eva i el Pecat original.

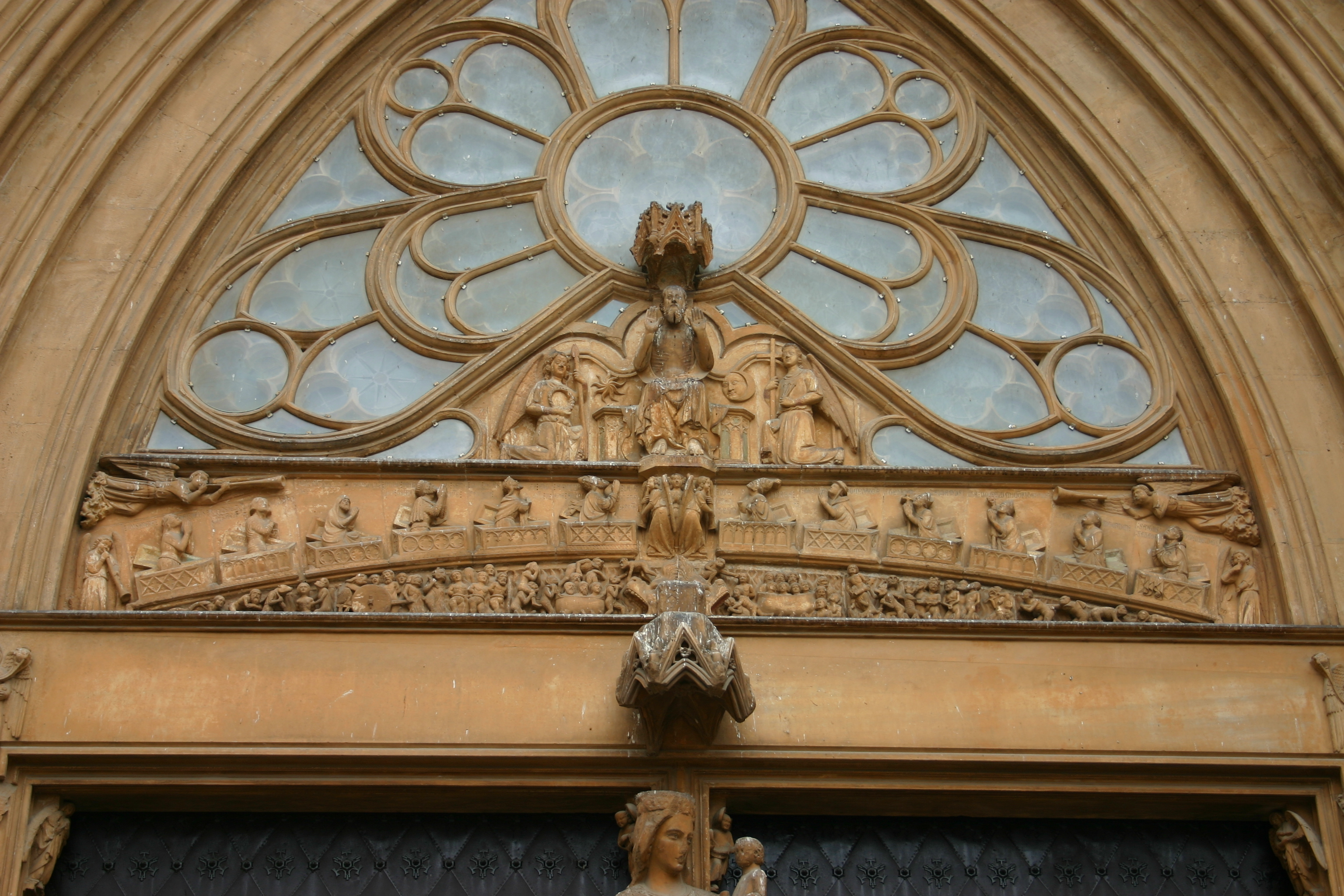
Timpà realitzat per Jaume Cascalls.

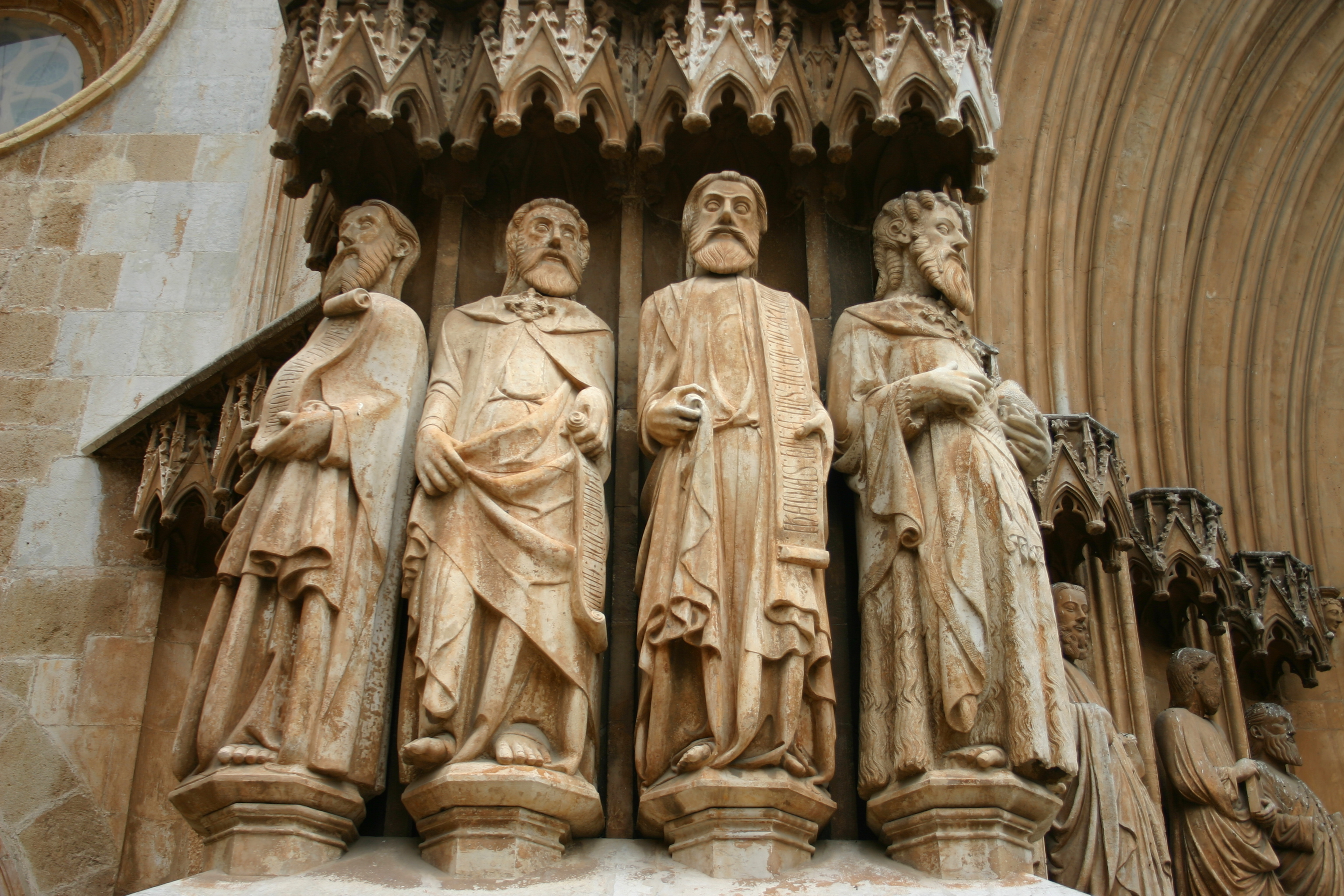
Figures d'apòstols de la porta principal.

Al timpà es representa el Judici Final, presidit per Crist amb dos àngels portadors dels atributs de la Passió, amb traceries superiors per la inserció d'un vitrall realitzat per Jaume Cascalls i el seu taller cap a l'any 1375, contractat pel bisbe Pere de Clasquerí, així com el fris amb la representació dels escollits i els condemnats.
A la part interior del temple que correspon al timpà està representada la Verge entre sant Pau i santa Tecla amb dos àngels ceroferaris.
També del seu taller són dotze estàtues entre apòstols i profetes que faltaven per a la mateixa porta, al preu unitari de dinou lliures i dotze sous. Jaume Cascalls va estar acompanyat pel seu gendre Guillem Solivella i el seu esclau Jordi de Déu. Les escultures realitzades per aquest equip d'artistes són les que hi ha a les parts més externes de la porta; són, com ja s'ha dit, dotze, igual que el nombre de blocs de pedra comprats a l'Albiol, cinc al costat dret i set a l'esquerre. Totes aquestes figures, igual que passa amb les fetes pel mestre Bartomeu, presenten el cos realitzat en pedra i el cap en marbre.
Les portes tenen revestiments metàl·lics i de ferro forjat i són de finals del segle xv, sufragades per l'arquebisbe Gonzalo Fernández de Heredia.

## Claustre
La data de construcció sota l'arquebisbat de Bernat Tort va ser entre 1146 i 1163 i va continuar amb els arquebisbes Ramon de Castellterçol (1194-1198) i Ramon de Rocabertí (1199-1214), el qual va deixar en el seu testament la important quantitat de 1000 sous per les obres del claustre.

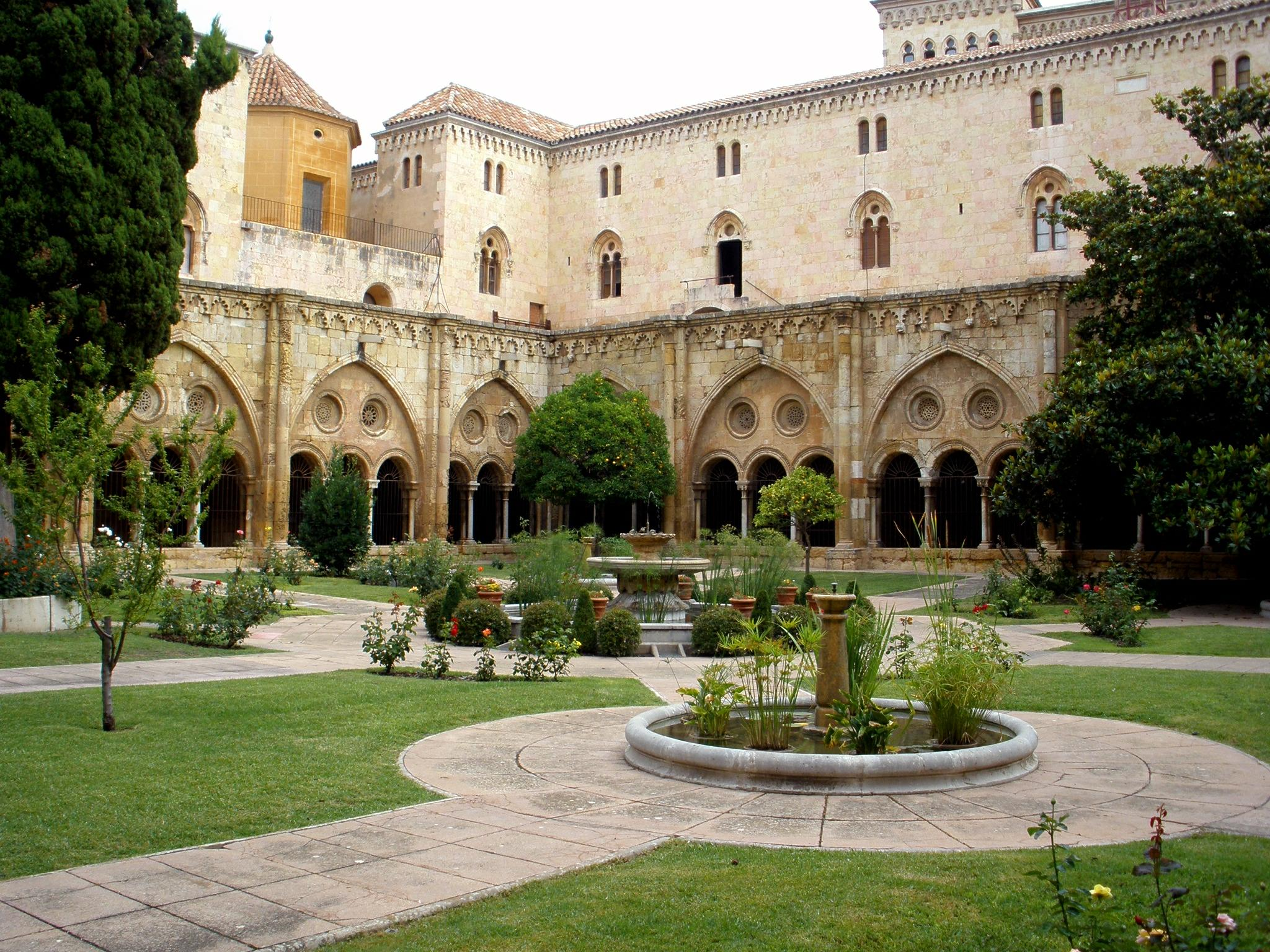
El Claustre del

El claustre és a la part nord-est de la catedral, amb planta rectangular de quaranta-set metres per quaranta-sis, consta de quatre galeries de sis trams més les angulars comunes, cobertes amb voltes de creueria seguint la tipologia dels monestirs de Poblet o Vallbona de les Monges i un gran pati central. Les seves arcades estan construïdes per dos ordes de suport, en el superior hi ha grans arcs ogivals cecs amb dos òculs amb traceria calada col·locats en el vèrtex central a més a més d'un fris amb elements polilobulats d'ascendència musulmana, que recorre tota la cornisa. A la part inferior es distribueixen grups de tres arcs de mig punt, decorats amb puntes de diamant, sobre dobles columnetes dins de cada arc ogival cec.
La decoració escultòrica del claustre és extensa i manifestada en els seus capitells, impostes, a les bases, als frisos dels pilars angulars així com als permòdols de la cornisa, a les mènsules i a les seves claus de volta.
Als capitells de les columnes i impostes corresponents hi ha gravades escenes religioses com la visita dels àngels a Abraham, Caín i Abel i profanes com la lluita entre guerrers, figures de músics o la representació de la luxúria i l'avarícia i algunes amb decoració de tipus vegetal i animal entre les quals destaca la representació de l'enterrament del gat per les rates historiada en dues escenes als àbacs a la galeria sud.(Vegeu la secció curiositats). Als angles de la galeria nord apareixen escenes del Gènesi i del Nou Testament, amb la incredulitat de sant Tomàs o la llegenda de Sant Nicolau, aquest últim sant molt venerat per Alfons el Cast que va ser un gran benefactor del claustre.
Capella de la Mare de Déu de les Neus
Gòtica, del segle xv. S'hi venera una pintura a l'oli amb la Mare de Déu de les Neus o de la Bonanova, dels segles xviii-xix.
Capella de Sant Salvador
Renaixentista, va ser construïda el 1535 amb volta de canó decorada amb cassetons i amb un banc corregut ornamentat amb tríglifs i mètopes. Conté un retaule amb el Baptisme de Jesús, una obra de Vicenç Roig i Besora feta vers 1835.
Capella de la Mare de Déu del Claustre
Es va construir entre els segles xvi i xvii. Aquí es venera la imatge de la Mare de Déu del Claustre, una talla de fusta policromada dels segles xiii-xiv que es custodia al cambril. Entre les pintures que ornamenten la capella destaca la que es troba al mur de l'esquerra, una Anunciació que és obra del pintor tarraconense Miquel Fluixenc i Trill, realitzada en 1864. Les altres pintures representen l'Aparició de la Mare de Déu a sant Francesc de Paula i l'Aparició de la Mare de Déu a sant Felip Neri, i són obres dels segles xvii-xviii. El retaule, d'alabastre i pedra de Santa Tecla, és obra de Bernat i Josep Verderol, del l'accés de la capella hi destaquen els sepulcres dels murs laterals, de l'Echanove y Zaldívar (+1854) i de Vicenç Falconer (+1693). S'hi conserva un orgue d'inicis del segle xviii.
Capella de la Mare de Déu de la Guia
Capella gòtica on es venera la imatge de la Mare de Déu de la Guia, de fusta policromada i dels segles xiii-xiv, una de les més antigues de la Catedral.
Capella de Santa Maria Magdalena
Renaixentista, va ser construïda l'any 1536. Es cobreix amb volta de canó decorada amb cassetons i amb un banc corregut ornamentat amb tríglifs i mètopes. Mostra una rica decoració escultòrica a l'arc d'accés i als murs laterals, basada en el tema dels grotescos. El retaule dedicat a la santa titular és atribuït a Francesc Olives i es va pintar també cap al 1536. És un dels pocs retaules renaixentistes de la zona que s'ha conservat sencer.
Capella de Sant Ramon
Es va construir al segle xiv, en estil gòtic. La imatge del sant titular és una obra de l'escultor, de l'any 1989. Al paviment es troba la llosa sepulcral de l'arquebisbe Ramon Torrella Cascante (+2004).
Antic refetor dels canonges (Sala I del Museu Diocesà de Tarragona)
L'antic refetor o menjador dels canonges va ser construït en el segle xii i es cobreix amb volta de canó apuntada. La capçalera encara mostra part del mur romà del pòrtic del segle i. L'àmbit que acull la Sala I del Museu Diocesà correspon a la meitat esquerra de l'antic refetor.
S'hi exhibeixen obres des de l'època romana fins al segle xv, procedents de la Catedral i de diferents llocs de la diòcesi. Destaquen els fragments de marbre de la decoració del pòrtic romà, l'estela funerària de l'auriga Eutyches, del segle ii, la gerreta funerària visigòtica de bronze, l'arc àrab d'alabastre policromat datat l'any 960, la lauda funerària hebraica dedicada a Isidora, les sis imatges de la Mare de Déu, romàniques de transició, dels segles xii al xiv, el braser romànic del segle xiii, les escultures gòtiques de pedra i les pintures murals i sobre taula dels segles xiv-xv. Des de l'escala del fons de la sala es pot contemplar un tapís de la sèrie de Samsó, realitzat a Brussel·les en el segle xvii.
Capella del Corpus Christi (Sala II del Museu Diocesà de Tarragona)
En origen es tractava d'una de les dependències de la canònica, l'antiga Aula Capitular, que es va construir a l'inici del segle xiii amb planta quadrangular i es va cobrir amb una volta de canó apuntada. La façana conserva la porta d'accés amb finestres geminades a ambdós costats. L'any 1330 l'arquebisbe Joan d'Aragó va concedir al paborde Guerau de Rocabertí i la seva germana llicència per obrir la capçalera i construir-hi un absis de planta poligonal, transformat l'àmbit en una capella que es va dedicar a l'Eucaristia, per això es denomina del Corpus Christi. A l'absis destaca la clau de volta, amb Crist en Majestat, així com el grup de l'Anunciació i els quatre símbols del Tetramorf sobre capitells decorats amb temes vegetals. Les onze imatges de pedra policromada que decoren els murs, col·locades damunt de mènsules decorades, són de la primera meitat del segle xiv i representen diversos sants i apòstols.
Aquesta capella actualment acull la Sala II del Museu Diocesà, on es mostra una selecció de l'extraordinària col·lecció de pintura gòtica. Presideix l'absis el retaule de la Mare de Déu, procedent de Solivella, obra de Mateu Ortoneda. També es mostren entre altres el retaule de Sant Pere, originari de Vinaixa i obra de Ramon de Mur, o el retaule de Sant Jaume de Vallespinosa, atribuït a Joan Mates. Hi trobem argenteria litúrgica, com la creu processional de La Glorieta, del segle xv, així com una selecció de reliquiaris, creus processionals i veracreus gòtics, de gran interès, procedents del Tresor de la Catedral.
A les sales de pas cap a l'actual Sala Capitular s'exhibeixen obres dels segles xvi al xix. A la primera sala destaca, al mur de la dreta, la taula amb la Nativitat, del Mestre de Cabanyes, dels inicis del segle xvi. També sobresurt una col·lecció de beneiteres de plata del segle xviii a les vitrines que toquen al mur de l'esquerra. A la sala següent s'exhibeixen, entre altres obres, alguns extraordinaris exemples de l'argenteria litúrgica del Tresor de la Catedral, com el reliquiari del canonge Guillem Bertran, del final del segle xv, la creu de l'arquebisbe Cardona, dels segles xv-xvi, o la custòdia processional modernista de Bernardí Martorell, del la vitrina mural de la dreta.
Sala Capitular (Sala III del Museu Diocesà de Tarragona)
D'època barroca, és el lloc on es reuneixen els canonges a les ocasions solemnes de presa de possessió i on tenen lloc les deliberacions. El recinte acull del Museu Diocesà. Al mur esquerre es mostra un dels tapissos més importants de la col·lecció de la Catedral, el de Les Potestats o de «La Bona Vida», fet a Arràs (a França) en el segle xv. Del mur dret penja el drap mortuori de Pere Anton d'Aragó, brodat a Roma el segle xvii i procedent del monestir de Poblet. S'hi troben diverses imatges barroques del segle xviii, entre les quals destaquen les de sant Jeroni i sant Onofre, obra dels germans Lluís i Francesc Bonifàs i Massó, una altra de sant Miquel Arcàngel, obra d'Antoni Pallàs, i un Nen Jesús triomfant.

### Porta del claustre
La porta romànica (del costat de l'evangeli), del segle xiii dona accés al claustre des de l'església presenta una llinda de marbre i un timpà esculpit amb Maiestas Domini i el Tetramorf, amb tres arquivoltes de perfil semicircular amb capitells decorats amb fullatge naturalista copiat de monuments romans i amb escenes de la visita de les tres Maries al sepulcre de Crist, les impostes d'aquesta porta estan decorades amb sanefes de fulles i palmes. El mainell està constituït per una columna de fust monolític amb la base decorada amb rèptils i el capitell piramidal invertit representant a les seves cares escenes de la vida infantil de Jesús: l'epifania, la nativitat, l'adoració dels mags i la visita dels mags a Herodes. A la part superior sobre aquesta porta hi ha un crismó amb l'anagrama d'alfa i omega.

### Sagristia
Pertanyent al conjunt de dependències del claustre, fou reaprofitada d'una antiga capella amb planta rectangular i coberta amb volta de canó apuntat i una part amb sostre de fusta amb policromia de motius que tradicionalment han estat considerats mudèjars. Forma part del museu diocesà com sala del tresor.

### Museu Diocesà de Tarragona

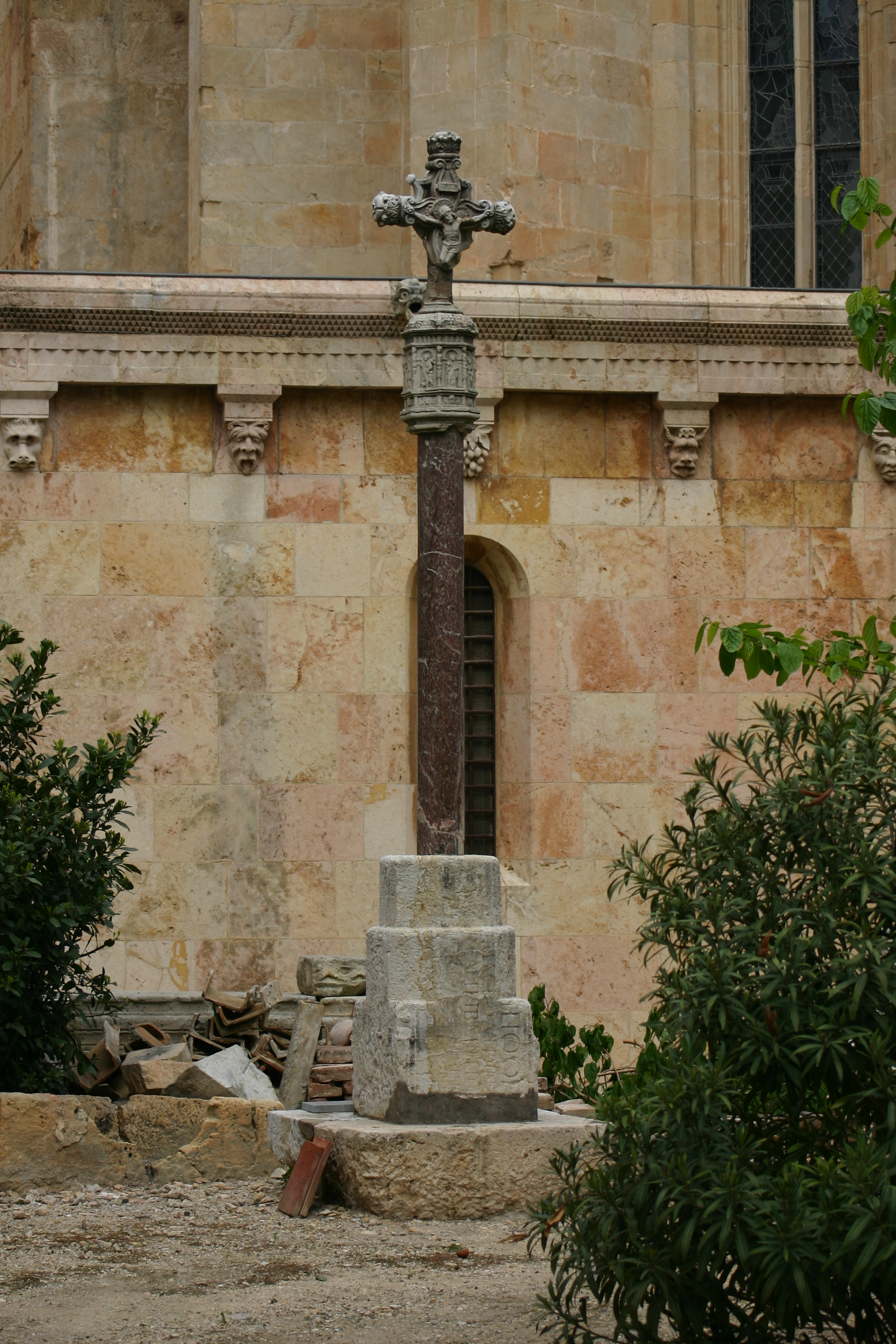
Creu de terme procedent de Tamarit i pertanyent al Museu Diocesà, al jardí de la Catedral. El pedestal i el fust de la columna són romans. El nus i la creu són del.

El Museu Diocesà de Tarragona fou fundat per l'arquebisbe Antolín López Peláez en 1914. La fundació partia de dues col·lecciones antecedents, la de l'arquebisbe Francesc Fleix i Solans (1869) i la de l'arquebisbe Tomàs Costa i Fornaguera (1900). La fundació fou secundada pel Capítol Metropolità, que aportava al seu torn la col·lecció de tapissos de la seva propietat i una sèrie d'objectes de la Catedral, ja fora de culte, que es guardaven a la capella de Santa Tecla la Vella. S'hi afegiren moltes donacions de parròquies de la diòcesi, també de diverses persones particulars. Instal·lat inicialment en una dependència del claustre, en 1932 s'amplià amb la incorporació de la capella de Corpus Christi. En 1973 es va haver de tancar perquè les instal·lacions estaven obsoletes. En 1992 es renovaren les instal·lacions i es condicionaren les sales de l'exposició permanent. En 2014 es va iniciar un procés de renovació de les sales, recuperant la capella de Corpus Christi com seu de la Pinacoteca Gòtica.
Al museu es custodien unes 11.000 obres, de les quals es mostren 237 a les sales d'exposició permanent i la resta es guarda a les sales de reserva. Totes les obres permeten una lectura cronològica de l'activitat artística, els estils i les escoles de l'àmbit de la diòcesi de Tarragona. Entre les quals destaquen: 
- Una important col·lecció de peces arqueològiques romanes, moltes procedents d'excavacions realitzades a la catedral, claustre i jardins adjacents, com el sarcòfag d'Apol·lo i les nou Muses, de començaments del segle iii dC, que es trobava al paviment de l'absis de la capella del Corpus Christi.
- De factura hispano-musulmana, hi ha fragments de teixit trobats al sepulcre de l'arquebisbe Pere de Cardona (1515-1530), que va ser canceller del rei Ferran II i el va acompanyar en la conquesta de Granada. L'obra més destacada és l'Arc àrab de Madinat al-Zahra, una obra que procedeix d'aquella població cordovesa. S'ignora com va ser portada a la Catedral de Tarragona.
- Al jardí de la capella de santa Tecla la Vella, una creu de terme del segle xvi de Tamarit, feta en pòrfir i marbre sobre un pedestal romà.
- Entre l'escultura medieval destaca la Verge del Truc, procedent de l'església parroquial de Vinaixa i atribuïda a l'escultor Guillem Seguer, així com diverses imatges de la Mare de Déu, de fusta policromada, entre els segles xii i xiv i procedents de diverses esglésies parroquials, com la de Solivella o la de Vilafortuny.
- La part més destacada dins de la col·lecció medieval és la Pinacoteca Gòtica, formada per un nombre significatiu de pintures murals, retaules i taules dels segles xiv al xvi. Constitueixen la col·lecció més important del sud de Catalunya i són a més una mostra de l'evolució de les escoles pictòriques locals. Hi destaquen noms de pintors com Joan de Tarragona, el Mestre de la Secuita, el Mestre de Santa Coloma de Queralt, Mateu Ortoneda, Ramon de Mur, Jaume Mates, Bernat Martorell i Jaume Huguet, entre d'altres.
- La ceràmica compta amb obres de dos dels grans rajolers catalans del barroc, Llorenç Passoles i Miquel Lapuja.
- L'orfebreria, els cantorals, la numismàtica, el mobiliari litúrgic i la important col·lecció de cinquanta-quatre tapissos, datats entre els segles xv i xviii i pertanyents a la Catedral, completen els fons del museu.

- - La col·lecció de tapissos

La col·lecció es va formar a partir de diverses donacions d'arquebisbes i canonges.
- Hi destaca l'anomenat tapis de Les Potestats o de La Bona Vida, realitzat entre els anys 1460 i 1480. Va ser una donació de l'arquebisbe Gonçal Fernández de Heredia (1490-1511). Les seves dimensions són de 4,65 m d'alçada i 10,65 m d'amplada. Hom creu que hauria tingut uns 2 m més d'amplada. Fou teixit probablement als tallers d'Arràs o de Tournai. Presenta diverses inscripcions que identifiquen els personatges representats, sota el títol general «Hic est historia bonae vitae».
- La resta de la col·lecció està formada per diverses sèries teixides als tallers de Brussel·les, dels segles xvi-xviii, entre les quals s'han d'assenyalar les de Josep, Samsó, Tobies, Cir el Gran, Els Proverbis i les Dones Cèlebres.
- Els tapissos que constitueixen la Història de Josep van ser donats per l'arquebisbe Alfons d'Aragó i Sánchez (1512-1514).

- Les sèries dels Proverbis i de les Dones Cèlebres compten amb alguns exemples realitzats a partir de cartrons de Jacob Joardaens. Van ser donats a la catedral pel canonge Dídac Girón de Rebolledo.[31]

### Capella de Santa Tecla la Vella

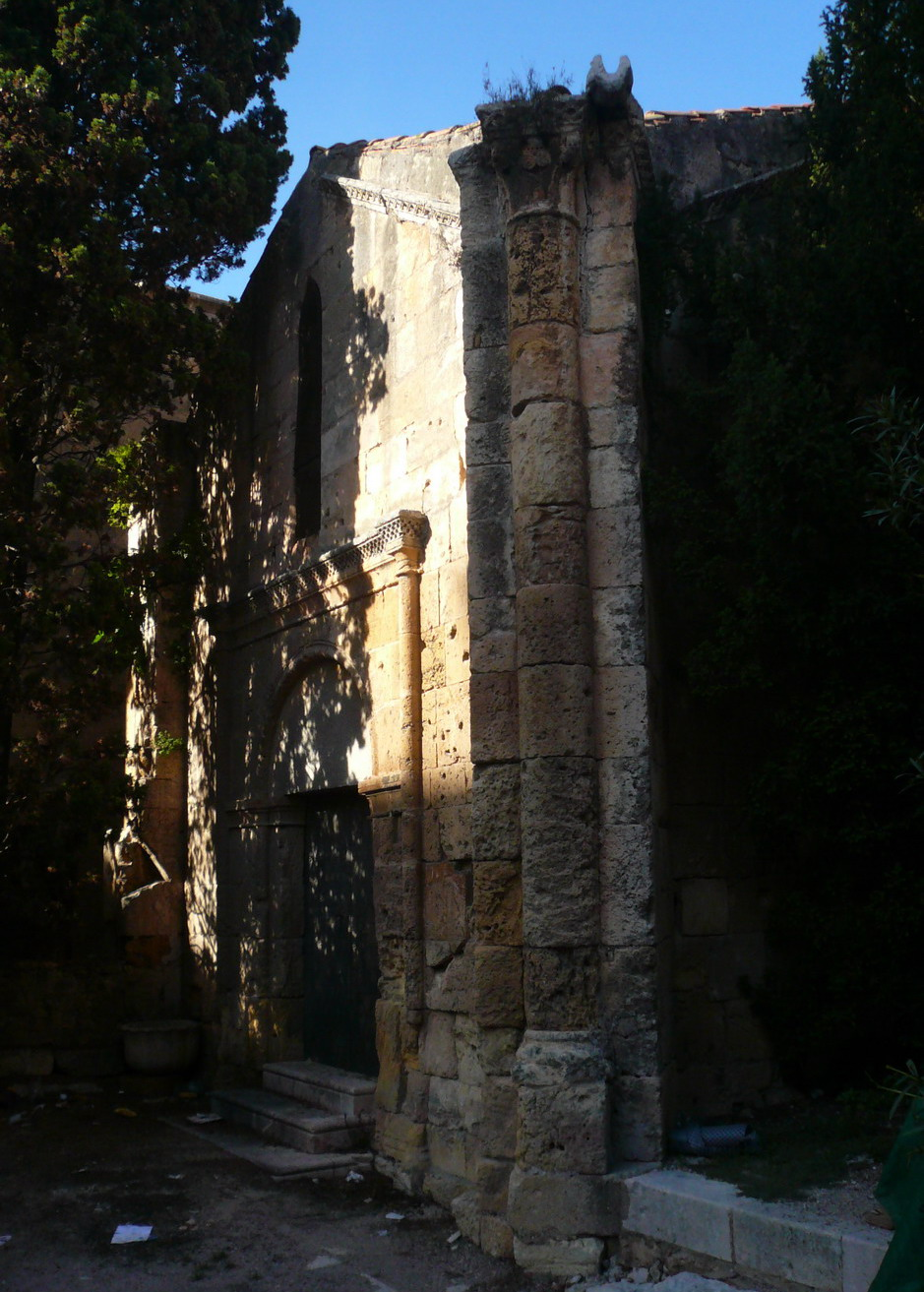
Santa Tecla la Vella

Està situada a l'angle extrem de la part oriental del conjunt arquitectònic, amb un jardí al davant que fou l'antic cementiri. Es va construir en la primera meitat del segle xiii. Al seu interior, en un arcosoli practicat al mur de l'evangeli, es troba la sepultura de marbre blanc que se suposa pertany a l'arquebisbe Bernat d'Olivella (+1287).

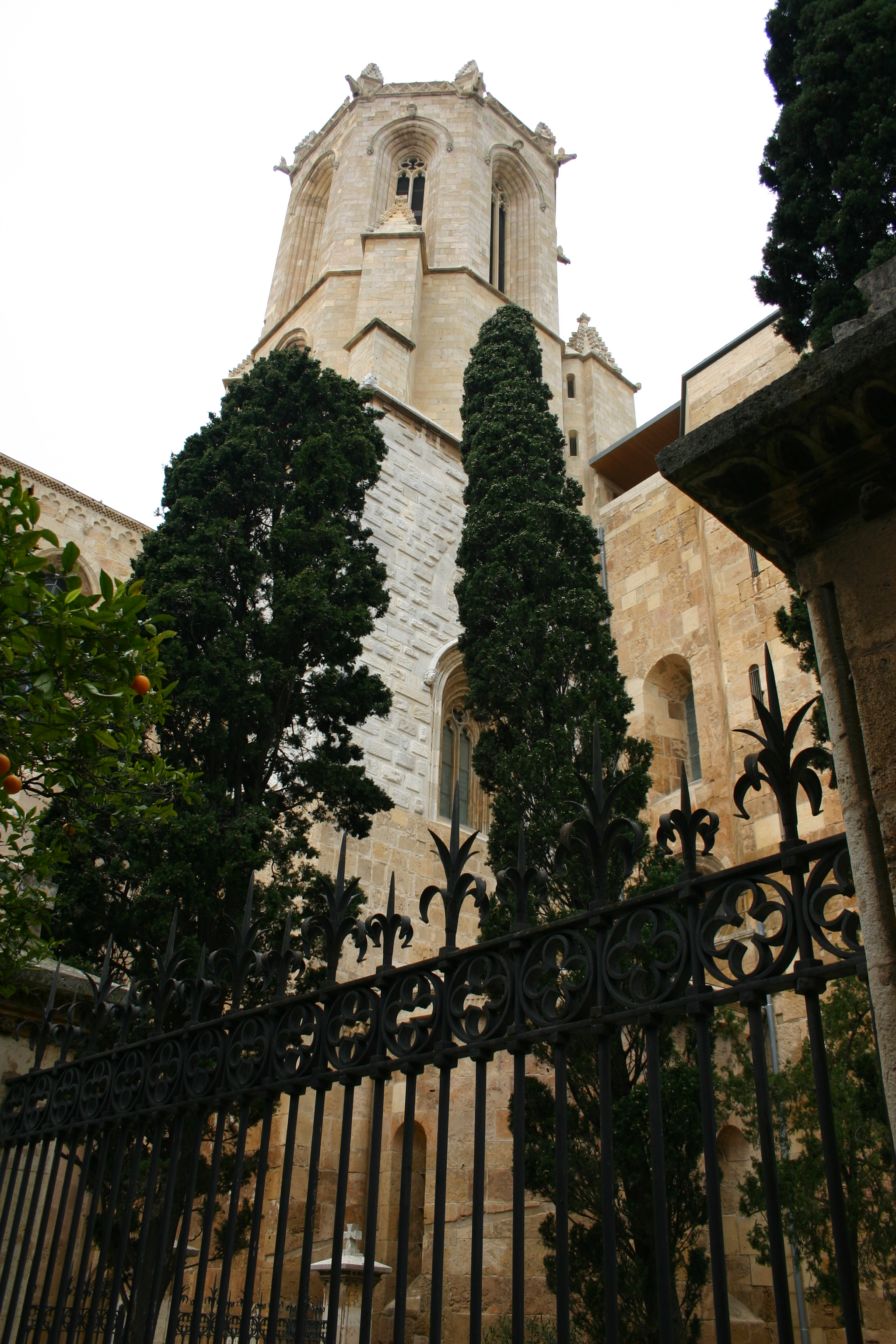
Campanar de la catedral.

## Campanar
S'aixeca a l'angle situat entre el creuer i l'ala oriental de l'edifici. Té tres cossos: el primer es va construir en temps de l'arquebisbe Roderic Tello, vers l'any 1300. El segon, de pedra blanc encoixinada, fou construït durant la prelatura de l'arquebisbe Ximeno de Luna, entre els anys 1316 i 1327. L'últim cos és del 1330, construït durant la prelatura de l'arquebisbe Joan d'Aragó i realitzat per Guillem Clergue. Arriba a una alçada de setanta metres. Finalitza en un petit templet realitzat en 1511. Al campanar s'hi accedeix per una escala de caragol i compta amb diverses estances, com la Sala dels Monjos, la Sala dels Rellotges i la Sala de les Campanes.
Campanes
El campanar conté dinou campanes, repartides en diversos indrets. A la Sala de les Campanes: la «dels Senyals» de 1250, la «Fructuosa» del 1313, la «Maria Assumpta» del 1314, la «Clàssica Rocabertina» del 1315, la «Prima II» o «Ave Maria», fosa per Isidre Fages en 1753, la «Tecla» fosa per Jaume Pallès el 1777, la «Prima I» fosa per Josep Pomarol en 1859, la «Clàssica» o «Maria Immaculada», fosa per Josep Pomarol el 1867, la «Sorda I» o «Maria Immaculada II», fosa per Josep Pomarol el 1867, la «Miserere» o «Micaela», fosa per Ramon Pomarol el 1892, i la «Sorda II», fosa per Josep Pomarol el 1905. Al templet es troba la «Capona», la més grossa de totes, que és la campana de les hores i del toc d'oració i que va ser fosa per Antonio Fenodi en 1509. Pesa 2241 kg. A la Sala dels Monjos hi ha la campana de «les Hores» del 1380, la «Tecla I», fosa per Josep Pomarol el 1867, la «dels Quarts II» i la «Tecla II». Al cim del campanar hi ha la «dels Quarts», fosa per Antoni Fenodi en 1509.
Al costat del cimbori hi ha dues campanes més, l'anomenada «Vedada» o «Ave Maria», fosa per Joan Sorelló el 1728, i la «Maria Bàrbara», fosa per Jaume Mestres el 1772.
| Nom                                         | Fonedor                                | Any  | Boca (cm) | Massa (kg) |
| ------------------------------------------- | -------------------------------------- | ---- | --------- | ---------- |
| Prima I                                     | José Pomerol (Reus, Tarragona)         | 1859 | 50        | 72         |
| Prima II                                    | Ysidorvs Fages (Barcelona)             | 1753 | 59        | 119        |
| Sorda I                                     | José Pomerol (Reus, Tarragona)         | 1905 | 77        | 264        |
| Sorda II                                    | José Pomarol (Reus, Tarragona)         | 1867 | 80        | 296        |
| Clàssica I                                  | ?                                      | XIV  | 83        | 331        |
| Clàssica II                                 | Josephus Pomarol (Tarragona)           | 1867 | 95        | 496        |
| Miserere                                    | Ramon Pomerol e Hijo (Reus, Tarragona) | 1892 | 115       | 881        |
| Tecla, Eulàlia i Bàrbar «la Tecla»          | Iavme Palles (Granollers, Barcelona)   | 1777 | 118       | 951        |
| Fructuosa «la Boja»                         | ?                                      | 1313 | 134       | 1393       |
| Maria Assumpta                              | ?                                      | 1314 | 140       | 1589       |
| Campana dels Quarts (Sant Pau)              | Antoni Fenodi                          | 1509 | 62        | 138        |
| Campana de les Hores (Sant Pau) «la Capona» | Antoni Fenodi                          | 1509 | 157       | 2241       |

| Nom                         | Localització     | Fonedor                         | Any  | Boca (cm) | Massa (kg) |
| --------------------------- | ---------------- | ------------------------------- | ---- | --------- | ---------- |
| Maria Bàrbara               | Espadanya        | Iavme Mestres (Reus, Tarragona) | 1772 | 52        | 81         |
| Ave Maria «la Vedada»       | Cimbori          | Ioan Sorello                    | 1728 | 42        | 43         |
| Campana de senyals          | Campanar         | ?                               | XIII | 32        | 19         |
| Qarts interior              | Nau              | ?                               | XIV  | 20        | 5          |
| Hores interior              | Nau              | ?                               | XIV  | 25        | 9          |
| Tecla I                     | Nau              | Josep Pomarol (Reus, Tarragona) | 1867 | 25        | 9          |
| Tecla II                    | Nau              | ?                               | ?    | 25        | 9          |
| Campana d'avisar els Monjos | Sala dels Monjos | ?                               | ?    | ?         | ?          |

## Curiositats
- Enterrament del gat per les rates. Al palau d'un noble de Tarragona, hi havia un gran nombre de rates destrossant graners i rebosts, sense que cap criat aconseguís d'exterminar-les. A un dinar en honor del rei, van aparèixer les rates, espantant les dames i menjant les viandes preparades a la taula. El rei, indignat, va prometre no tornar fins que al palau no hi quedés cap rosegador. El noble va cercar el millor gat de tota la comarca, el qual cansat de perseguir-les i no poder acabar amb elles perquè s'amagaven dins dels seus caus petits, on el gat no cabia, va decidir de fingir-se mort, aguantant la respiració potes enlaire. Les rates van comprovar que el gat era mort, van decidir de celebrar-ho posant-lo en una llitera i conduint-lo en processó fins a enterrar-lo. Enmig del recorregut, quan més refiades estaven les rates, el gat va fer un salt i va matar-les totes. Conta la llegenda que quan va morir el gat el seu amo va fer gravar a una pedra la seva història. És la que podem veure esculpida als àbacs del claustre de la catedral de Tarragona.

- L'any 1380 una vegada mort el bisbe Pere de Clasquerí, el rei Pere III pren possessió de tots els béns de l'església a Tarragona. Segons una tradició, santa Tecla se li aparegué una nit i li donà una bufetada per haver-se quedat amb el patrimoni de l'església. El rei en el seu testament recomana al seu fill Joan I que torni a l'església tots els seus béns.[33]
- Les relíquies de santa Tecla van ser donades a ambaixadors del rei Jaume el Just pel rei Oshin d'Armènia a canvi d'altres béns, i van arribar l'any 1320 a Barcelona, on foren dipositades al monestir de Sant Cugat, menys els ossos d'un dels braços que es traslladen a Tarragona. Durant l'assalt per part de les tropes franceses el 1811 va desaparèixer el braç. El monestir de Sant Cugat va donar el 1814 l'altre braç de la santa perquè fos custodiat a la catedral de Tarragona. Durant una rehabilitació d'una casa a la part antiga de la ciutat a la fi del segle xx es troba una arqueta amb ossos d'un braç humà que després d'uns estudis se certifiquen com la relíquia de santa Tecla perduda durant la Guerra del Francès. Des d'aleshores la catedral de Tarragona té els «dos braços» de santa Tecla.[34]

- L'any 1835, es produí l'exclaustració del monestir de Poblet amb la desamortització de tots els seus béns. El monestir fou espoliat, els saquejadors van buscar els tresors que creien amagats pels monjos al monestir i, finalment, van trencar les parets laterals dels sarcòfags a la recerca de les suposades joies reials. D'aquesta manera van quedar escampades pel terra de l'església les despulles de Jaume I, Pere el Cerimoniós, Joan I i les esposes d'aquests últims. Fins dos anys més tard (1837) no fou concedit permís al rector de l'Espluga de Francolí, Antoni Serret, per recollir les restes dels monarques catalans. Ell i els seus col·laboradors les van embolicar i les van traslladar en carro fins a l'església de l'Espluga. L'ajuntament de l'Espluga de Francolí va decidir col·locar les restes en caixes; les de Jaume I foren dipositades en una caixa de fusta de noguera i la resta en set caixes de pi. La ciutat de València va intentar aconseguir la custòdia de les despulles de Jaume I, però el 1843 van ser traslladades a la catedral de Tarragona, on l'any 1908 l'arquitecte Lluís Domènech i Montaner va construir un monument funerari que actualment és en un pati de l'ajuntament de Tarragona i on no van arribar a reposar mai les despulles del monarca.[35] El 1945 es creà la Germandat de Poblet i, finalment, les despulles de Jaume el Conqueridor i dels altres monarques van retornar-hi el 4 de juny de 1952, després de la restauració dels sepulcres efectuada per Frederic Marès.
- El 1984 es van trobar al campanar dues figures de gegants. Actualment són els Gegants Vells del carrer Merceria («Nassots» i «Ninons»).